# Liste von Luftfahrt-Zwischenfällen 2010 bis 2019
Dies ist eine Teilliste von Luftfahrt-Zwischenfällen der Jahre 2010 bis 2019 beim Betrieb von Verkehrsluftfahrzeugen. Für übrige Zeitspannen siehe Listen von Luftfahrt-Zwischenfällen.
Für militärische Zwischenfälle siehe Liste von Zwischenfällen (Militärluftfahrt) ab 1981.
Für Zwischenfälle von Luftfahrzeugen der Allgemeinen Luftfahrt siehe Liste von Zwischenfällen (Allgemeine Luftfahrt).
Einträge mit eigenem Artikel in Wikipedia sind mit (A) gekennzeichnet.
| Auflistung nach Jahr                              |
| 2010 2011 2012 2013 2014 2015 2016 2017 2018 2019 |

## Liste

### 2010
- (A) 25. Januar – Eine Boeing 737-800 der Ethiopian Airlines (Luftfahrzeugkennzeichen ET-ANB) mit 90 Personen an Bord stürzte kurz nach 03:00 Uhr Ortszeit nach dem Start in Beirut (Libanon) ins Mittelmeer. Das Flugzeug war auf dem Flug nach Addis Abeba (Äthiopien).[1] Die Maschine versank 3,5 Kilometer westlich des libanesischen Küstendorfes Na'ameh im Meer.[2] Alle 90 Menschen an Bord kamen ums Leben. Unter den Opfern befand sich die Gattin des französischen Botschafters im Libanon (siehe auch Ethiopian-Airlines-Flug 409).

- 15. März – Eine Britten-Norman BN-2A-21 Islander der US-amerikanischen Servant Air (N663SA) verunglückte beim Start vom Flugplatz Kodiak (Alaska, USA). Das Flugzeug startete von der Startbahn 25 in Kodiak zu einem Inlandsflug zum Flugplatz Old Harbor. Sie berührte die Baumkronen hinter dem Ende der Startbahn und kam mit der Nase nach unten in einem Baumbestand zum Stillstand, wobei die Äste das Flugzeug in senkrechter Position stützten. Das Flugzeug wurde irreparabel beschädigt. Alle drei Insassen überlebten den Unfall, wurden jedoch verletzt.[3]

- (A) 22. März – Eine Embraer EMB 120 der australischen Airnorth (VH-ANB) stürzte auf einem Übungsflug mit zwei Piloten an Bord kurz nach dem Start vom Flughafen Darwin ab. Die beiden Piloten kamen dabei ums Leben. Unfallursache war ein fehlerhaft ausgeführter Start mit einem simulierten Triebwerksausfall, wodurch die Kontrolle über die Maschine verloren ging (siehe auch Flugunfall der Airnorth 2010).[4]

- (A) 13. April – Um ca. 22:25 (Ortszeit) verunglückte ein Frachter des Typs Airbus A300B4-203F der mexikanischen Aerounion (XA-TUE) im Anflug auf den Flughafen Monterrey (Mexiko) bei schlechtem Wetter etwa zwei Kilometer vor der Landebahn. Sechs Menschen starben, davon einer am Boden (siehe auch AeroUnion-Flug 302).[5]

- (A) 12. Mai – Ein Airbus A330-200 der libyschen Afriqiyah Airways (5A-ONG) verunglückte während des Landeanflugs auf den Flughafen Tripolis (Libyen), wobei 103 der 104 Insassen starben (siehe auch Afriqiyah-Airways-Flug 771).[6]

- (A) 17. Mai – Eine Antonow An-24 der afghanischen Pamir Airways (YA-PIS) stürzte mit 43 Insassen (davon 5 Besatzungsmitgliedern) auf dem Flug von Kundus nach Kabul über dem Salang-Gebirge ab.[7]

- 22. Mai – Eine Boeing 737-800 von Air India Express (VT-AXV) überschoss aus Dubai kommend das Landebahnende auf dem Flughafen Mangalore, wobei 158 der 166 Insassen starben.[8]

- 4. Juni – Mit einer Lockheed L-100-30 Hercules der angolanischen Transafrik (S9-BAT), die von der US-amerikanischen National Airlines betrieben wurde, kam es zu einem Landeunfall in Afghanistan. Auf der Sharana Air Base kam die Maschine neben der Landebahn zum Liegen. Alle Insassen überlebten.[9]

- 19. Juni – Eine CASA C-212-CB Aviocar 100 der Aero-Service (Republik Kongo) (TN-AFA) stürzte nahe Mintom (Kamerun) ab. Das Flugzeug befand sich auf dem Weg von Yaoundé (Kamerun) nach Yangadou (Sangha). Die Maschine war zunächst verschwunden und wurde erst zwei Tage nach dem Absturz entdeckt. Alle elf Insassen kamen ums Leben.[10]

- 19. Juni – Bei einer DC-3 der Air Service Berlin (D-CXXX) kam es kurz nach dem Start zu einem Rundflug vom Flughafen Berlin-Schönefeld zu einem Schubverlust im linken Triebwerk. Bei der Notlandung in einem Feld wurde die Maschine irreparabel beschädigt. Von den 28 Insassen wurden 7 verletzt, es gab jedoch keine Todesopfer.[11]

- 17. Juli – Bei einer Boeing 747-306M der Saudi Arabian Airlines, gemietet von der thailändischen Phuket Airlines (HS-VAC), kam es beim Start vom Flughafen Kairo-International (Ägypten) zu einem nicht eingedämmten Triebwerksschäden (uncontained engine failure) des Triebwerks Nr. 4 (rechts außen). Alle 22 Besatzungsmitglieder, die einzigen Insassen des Positionierungsfluges, blieben unverletzt. Das Flugzeug wurde irreparabel beschädigt.[12]

- (A) 27. Juli – Eine McDonnell Douglas MD-11F der Lufthansa Cargo (D-ALCQ) auf dem Flug von Frankfurt nach Hongkong setzte bei einer Zwischenlandung auf dem King Khalid International Airport von Riad (Saudi-Arabien) mit einer zu hohen Sinkrate auf der Landebahn auf. Das Flugzeug brach in der Folge auseinander und brannte aus, die zweiköpfige Crew überlebte den Unfall mit Verletzungen. Der Abschlussbericht der saudischen Luftfahrtbehörde sah die Hauptursache für den Unfall in Fehlern der Cockpitbesatzung (siehe auch Lufthansa-Cargo-Flug 8460).[13]

- (A) 28. Juli – Ein Airbus A321-200 der pakistanischen Airblue (AP-BJB) wurde während des Landeanflugs auf den Flughafen Islamabad in die Margalla Hills geflogen (Controlled flight into terrain). Ursache war das Fliegen eines „selbstgestrickten“ Anflugverfahrens durch den Kapitän unterhalb der Mindesthöhe. Er reagierte dabei weder auf Hinweise des Ersten Offiziers noch auf insgesamt 21 Warnungen des Bodenwarngeräts EGPWS. Alle 152 Menschen an Bord wurden dadurch getötet (siehe auch Airblue-Flug 202).[14][15]

- 31. Juli – Eine Convair CV-580 der kanadischen Conair Aviation (C-FKFY) kollidierte nahe Lytton (British Columbia) (Kanada) mit Bäumen, woraufhin es an dem Löschflugzeug zu einem Strömungsabriss und Absturz kam. Start- und Zielort für den Löscheinsatz der Maschine war der 98 Kilometer entfernte Flughafen Kamloops (British Columbia, Kanada). Beide Piloten, die einzigen Insassen, kamen ums Leben.[16]

- 4. August – Eine Antonow An-24 der russischen Katekavia (RA-46524) verunglückte auf dem Weg vom Flughafen Tscheremschanka beim Landeanflug auf Igarka. Dabei kamen 12 von 15 Menschen an Bord ums Leben. Der Unfall wurde durch einen Pilotenfehler verursacht (siehe auch Katekavia-Flug 9357).[17]

- (A) 16. August – Beim nächtlichen Anflug wurde eine Boeing 737-700 der kolumbianischen AIRES (HK-4682) durch einen zu niedrigen Landeanflug auf die Insel San Andrés gegen eine 49 Meter vor der Landebahn liegende Böschung geflogen. Die Maschine brach daraufhin in mehrere Teile. An Bord befanden sich 125 Passagiere und sechs Besatzungsmitglieder. Zwei der Passagiere starben und neun erlitten schwere Verletzungen (siehe auch AIRES-Flug 8250).[18]

- (A) 24. August – Eine Dornier 228 der nepalesischen Fluggesellschaft Agni Air (9N-AHE) kehrte auf dem Flug von Kathmandu nach Lukla um und wurde etwa 70 Kilometer südlich von Kathmandu in einen Berg geflogen. Bei diesem CFIT (Controlled flight into terrain) wurden alle 14 Personen an Bord getötet (siehe auch Agni-Air-Flug 101).[19]

- (A) 24. August – Eine Embraer 190 der chinesischen Henan Airlines (B-3130) machte bei einem Inlandsflug aus Harbin, der Hauptstadt der Provinz Heilongjiang kommend bei Nebel ca. 1,5 Kilometer von der Landebahn in Yichun entfernt eine Bruchlandung. Von den 91 Passagieren und fünf Besatzungsmitgliedern starben 42 Menschen (siehe auch Henan-Airlines-Flug 8387).[20][20][21]

- (A) 25. August – Beim Absturz einer Let L-410 der kongolesischen Regionalfluggesellschaft Filair (9Q-CCN) in Bandundu, Demokratische Republik Kongo, kamen 20 der 21 Insassen ums Leben. Laut Aussagen des einzigen überlebenden Passagiers soll ein Passagier ein Krokodil mit an Bord geschmuggelt haben, das sich kurz vor der Landung aus einer Tasche befreit hat. Bei einer anschließenden Massenpanik seien die Passagiere in den vorderen Teil der Maschine gerannt, woraufhin sich der Schwerpunkt verlagerte und diese abstürzte (siehe auch Absturz einer Let L-410 der Filair bei Bandundu).[22]

- (A) 3. September – Eine Boeing 747 der US-amerikanischen UPS Airlines (N571UP) verunglückte, nachdem an Bord Feuer ausgebrochen war. Kapitän und Kopilot der Frachtmaschine starben (siehe auch UPS-Airlines-Flug 6).

- 24. September – Ein aus Rom-Fiumicino kommender Airbus A319-132 der italienischen Billigfluggesellschaft Wind Jet (EI-EDM) verunglückte bei der Landung auf dem Flughafen Palermo-Punta Raisi. Während des Anflugs gegen 20 Uhr herrschte starker Regenfall und wurden auch Windscherungen gemeldet. Die Maschine setzte 367 Meter vor der Landebahn 07 auf und rutschte noch 850 Meter weiter. Das Hauptfahrwerk des Airbus knickte dabei ab. Von den insgesamt 129 Menschen an Bord erlitten bei der anschließenden Evakuierung des Flugzeuges 34 Passagiere und 1 Flugbegleiter leichte Verletzungen.[23] Am 28. November 2014 veröffentlichte die italienische Luftunfallbehörde ANSV schließlich ihren abschließenden Untersuchungsbericht[24] und benannte Pilotenfehler als Hauptunfallursache: Der Bericht stellt zahlreiche Verstöße gegen Handlungsrichtlinien fest; so verzichtete der Flugkapitän auf die vorgeschriebene Landevorbesprechung, beschimpfte mehrfach den unerfahrenen Copiloten, der das Flugzeug anfangs steuerte, und unterstützte ihn während des Landeanflugs nur unzureichend, bis er selbst die Steuerung übernahm. Zudem kritisiert der Bericht, dass das Flughafenpersonal nur verzögert Alarm auslöste und die ersten Rettungsfahrzeuge erst 22 Minuten nach dem Unfall am Flugzeug eintrafen. Zu diesem Zeitpunkt hatten sich die Passagiere bereits zu Fuß in das nahe Flughafengebäude gerettet.[25][26]

- 12. Oktober – Eine Lockheed L-100-20 Hercules (5X-TUC) der angolanischen Transafrik, die im Auftrag der NATO-Truppen von der US-amerikanischen National Airlines betrieben wurde, verunglückte in Afghanistan. Die Maschine war unterwegs von der Bagram Air Base zum Flughafen Kabul 30 Kilometer östlich des Zielflughafens. Bei dem Unfall kamen alle acht Besatzungsmitglieder ums Leben.[27]

- 31. Oktober – Ein Airbus A310-304F der Turkish Airlines Cargo (TC-JCV) kam bei der Landung auf dem Flughafen Casablanca nach links von der Landebahn ab. Den Piloten gelang es zwar, die Maschine zurück auf das Rollfeld zu lenken, jedoch hatte ein Triebwerk durch Erde Schaden genommen. Die 22 Jahre und 9 Monate alte Maschine wurde aufgrund des Vorfalls als wirtschaftlicher Totalschaden abgeschrieben.[28]

- (A) 4. November – Ein Flugzeug des Typs ATR 72 der kubanischen Fluggesellschaft Aerocaribbean (CU-T1549) stürzte in der Nähe von Guasimal auf Kuba ab. Alle 68 Insassen kamen dabei ums Leben. Als Ursache wird Vereisung angenommen (siehe auch Aerocaribbean-Flug 883).[29]

- (A) 4. November – Ein Triebwerk eines A380-800 der australischen Qantas Airways (VH-OQA) explodierte kurz nach dem Start vom Flughafen Singapur über der indonesischen Insel Batam. Der Flug kehrte nach Singapur zurück; keiner der 469 Passagiere wurde verletzt (siehe auch Qantas-Flug 32).

- 5. November – Ein Charterflugzeug des Typs Beechcraft 1900 der pakistanischen JS Air (AP-BJD) stürzte nach dem Start in Karatschi ab. Alle 21 Insassen kamen dabei ums Leben.[30]

- 27. November (UTC) – Eine Iljuschin Il-76TD (4L-GNI) der georgischen Sun Way stürzte kurz nach dem Start vom Flughafen Karatschi, Pakistan in ein angrenzendes Wohngebiet. Auslöser war ein Triebwerkschaden des rechten Außenmotors (Triebwerk 4), bei dem sich dieses zerlegte und vermutlich einen Teil der Landeklappen beschädigte. Alle acht Menschen an Bord starben, am Boden weitere drei. Die Maschine war um fünf Tonnen überladen. Die Explosion des Motors wurde ausgelöst durch einen korrosionsbedingten Ermüdungsbruch in der zweiten Verdichterstufe. Im Unfallbericht wird auch darauf hingewiesen, dass die technischen Bordbücher für Flugzeug und Triebwerke nicht verfügbar waren, dass bei allen vier Triebwerke ihre vorgeschriebene Überholungszeit überfällig gewesen war und das gesamte Flugzeug seine – ohne weitere Wartung – maximal erlaubte Betriebszeit schon um sechs Jahre überschritten hatte.[31][32][33]

### 2011
- (A) 9. Januar – Eine Boeing 727-286adv der Iran Air (Luftfahrzeugkennzeichen EP-IRP) wurde auf dem Flug aus Teheran mit 105 Menschen an Bord nahe dem Flughafen Urmia in einen Berg geflogen. Sie befand sich bei schlechten Wetterbedingungen im Landeanflug, als die Crew durchstartete und das Flugzeug kurz darauf mit einem nahen Berghang kollidierte. Dabei kamen 78 der 105 Menschen an Bord ums Leben (siehe auch Iran-Air-Flug 277).[34]

- 17. Januar – An einer Convair CV-340-71 der US-amerikanischen Tiger Contract Cargo (N8277Q) kam es kurz nach dem Start vom Flughafen Saint Thomas-Cyril E. King (Amerikanische Jungferninseln, USA) zu einem Brand des linken Triebwerks. Schon beim Start hatte der Kontrollturm die Piloten darüber informiert, dass starker Rauch aus diesem Motor kam. Der Kapitän antwortete, es sei alles in Ordnung und das Flugzeug sei halt schon alt. Kurz danach meldete die Flugsicherung den Piloten, dass nun Flammen aus dem Triebwerk kämen, worauf der Erste Offizier antwortete, alle Anzeigen seien normal. Als die Piloten das Feuer selbst sahen, wurde das Triebwerk abgestellt, brannte jedoch weiter. Nach dem Umkehren funktionierten bei der Landung weder die Bremsen noch die Bugradsteuerung, während ständig Teile vom Flugzeug herunterfielen. Es verließ die rechte Seite der Start- und Landebahn, überquerte eine Rollbahn und eine Begrenzungsstraße, durchstieß dann den Flughafenzaun und kam mit dem Bugteil über einer öffentlichen Straße außerhalb des Flughafengeländes zum Stehen. Als Unfallursache wurden die Entscheidungen des Kapitäns festgestellt, den Flug trotz Fehlzündungen fortzusetzen, auch nachdem schwarzer Rauch und Flammen gemeldet worden waren. Beide Piloten, die einzigen Insassen auf dem Überführungsflug, überlebten den Unfall.[35]

- (A) 10. Februar – Ein Fairchild Metroliner der virtuellen Regionalfluggesellschaft Manx2 (EC-ITP) von der Isle of Man stürzte im irischen Cork ab, nachdem der Copilot bei starkem Nebel bereits mehrfach versucht hatte, auf der Landebahn aufzusetzen. Das Flugzeug überschlug sich und fing Feuer. Von 12 Insassen (darunter 2 Piloten) starben 6. Die Maschine wurde von einem dubiosen spanischen Unternehmensgeflecht von vier verschiedenen Firmen betrieben (siehe auch Manx2-Flug 7100).[36]

- 14. Februar – Eine Let L-410 der honduranischen Fluggesellschaft Central American Airways (HR-AUQ) stürzte bei Nebel nach mehreren Landeversuchen[37] fünf Kilometer von der honduranischen Hauptstadt Tegucigalpa entfernt ab. Alle 14 Personen an Bord, 12 Passagiere und 2 Besatzungsmitglieder, kamen ums Leben.[38]

- 21. März – Eine Antonow An-12BP der Trans Air Congo (TN-AGK) stürzte im Landeanflug auf den Flughafen Pointe-Noire ab. Während des Landeanflugs kam das Flugzeug vom Anflugkurs ab, was der Kapitän zu korrigieren versuchte. Bei diesem Versuch drehte sich die Maschine auf den Rücken, stürzte auf mehrere Häuser und ging in Flammen auf. Alle neun Insassen und 14 weitere Personen am Boden kamen ums Leben.[39]

- 20. März – Eine Convair CV-580 der kanadischen Nolinor Aviation (C-GNRL) verunglückte beim Rollen auf dem Seattle-Boeing Field vor dem Abflug zum Calgary International Airport. Das Frachtflugzeug rammte einen Zaun und musste abgeschrieben werden. Die beiden Insassen blieben unverletzt.[40]

- (A) 4. April – Ein für die UNO betriebener Bombardier Canadair Regional Jet CRJ 100 der Fluggesellschaft Georgian Airways (4L-GAE) stürzte während des Landeanflugs auf den Flughafen Kinshasa-Ndjili in der Demokratischen Republik Kongo ab. An Bord der Maschine, die in der ostkongolesischen Stadt Kisangani gestartet war, befanden sich 33 Personen, davon 21 UN-Mitarbeiter. Nur ein Passagier überlebte (siehe auch United-Nations-Organization-Flug 834).[41]

- (A) 7. Mai – Eine Xi’an MA60 der indonesischen Fluggesellschaft Merpati Nusantara Airlines (PK-MZK) stürzte, von Sorong kommend, beim durch Dunst, Regen und Wind erschwerten Landeanflug auf den Flughafen von Kaimana (Westneuguinea) etwa 500 Meter vor der Landebahn ins Meer. Die 21 Passagiere und vier Besatzungsmitglieder kamen ums Leben (siehe auch Merpati-Nusantara-Airlines-Flug 8968).[42][43]

- (A) 18. Mai – Eine Saab 340A der argentinischen Fluggesellschaft Sol Líneas Aéreas (LV-CEJ) stürzte während eines Flugs von Neuquén nach Comodoro Rivadavia nahe Los Menucos nach einem Strömungsabriss unter Vereisungsbedingungen ab. Die 19 Passagiere sowie die drei Crewmitglieder starben (siehe auch Sol-Líneas-Aéreas-Flug 5428).[44]

- 12. Juni – Die Besatzung einer Douglas DC-6BF der US-amerikanischen Universal Airlines Inc. (N600UA) vergaß vor der Landung auf dem Flughafen Cold Bay (Alaska, USA), das Fahrwerk auszufahren, weil der Kapitän sie auf einen Bootsanleger hinwies. Zwangsläufig kam es zu einer Bauchlandung, bei der das Flugzeug irreparabel beschädigt wurde. Alle vier Besatzungsmitglieder, die einzigen Insassen auf dem Überführungsflug, überlebten den Unfall. Das Flugzeug wurde irreparabel beschädigt.[45]

- 20. Juni – Eine Passagiermaschine des Typs Tupolew Tu-134 der russischen Fluggesellschaft RusAir (RA-65691) auf dem Weg von Moskau-Domodedowo nach Petrosawodsk streifte beim Landeanflug im Nebel Bäume und stürzte auf eine nahe dem Zielflughafen gelegene Straße, zerbrach und fing Feuer. Von den 52 Insassen kamen 47 ums Leben.[46]

- 6. Juli – Eine Iljuschin Il-76TD der aserbaidschanischen Silk Way Airlines (4K-AZ55) wurde während eines Frachtfluges von Baku zur Bagram Air Base in Afghanistan beim Anflug in einen Berg geflogen (Controlled flight into terrain) und brannte aus. Keines der neun Besatzungsmitglieder überlebte den Unfall.[47]

- (A) 8. Juli – Eine aus Kinshasa kommende, 45 Jahre alte Boeing 727-022 der kongolesischen Hewa Bora Airways (später flyCongo) (9Q-COP) verunglückte beim Landeanflug auf den Flughafen Kisangani-Bangoka (Demokratische Republik Kongo). Von den 115 Menschen an Bord kamen 77 ums Leben (siehe auch Hewa-Bora-Airways-Flug 952).[48]

- (A) 11. Juli – Bei der wegen des Brandes eines der beiden Triebwerke eingeleiteten Notwasserung einer Propellermaschine des Typs Antonow An-24 der russischen Fluggesellschaft Angara Airlines (RA-47302) auf dem sibirischen Fluss Ob nahe Streschewoi zerbrach der Rumpf beim Aufprall auf ein Hindernis. Es wurden 7 der 33 Passagiere getötet; von den übrigen Passagieren an Bord der Maschine, die sich auf dem Weg von Tomsk nach Surgut befunden hatte, wurden mehr als 25 verletzt (siehe auch Angara-Airlines-Flug 5007).[49][50]

- (A) 13. Juli – Bei einem Zubringerflugzeug des Typs Let L-410UVP-E20 der brasilianischen NOAR Linhas Aéreas (PR-NOB) kam es während des Startlaufs auf dem Flughafen Recife zu einem Triebwerkschaden. Der Kapitän zog die Maschine dennoch hoch und versuchte, sie in der Luft zu halten. Der Erste Offizier versuchte vergeblich, den Kapitän zu überzeugen, eine Notlandung auf einem nahegelegenen Strand zu unternehmen. Dieser lehnte dies ab und versuchte, den Flughafen zu erreichen. Kurz darauf kam es zu einem Strömungsabriss und die Maschine stürzte ab, wobei alle 16 Personen an Bord starben (siehe auch NOAR-Linhas-Aéreas-Flug 4896).[51][52]

- 17. Juli – Eine ATR 72-212 der irischen Aer Arann (EI-SLM) wurde beim zweiten Landeversuch auf dem Flughafen Shannon (Irland) irreparabel beschädigt. Die Maschine schlug in starken Turbulenzen mit dem Bugfahrwerk zuerst heftig auf der Landebahn auf, woraufhin dieses zusammenbrach und der Rumpfbug ebenfalls aufschlug. Alle 25 Insassen, vier Besatzungsmitglieder und 21 Passagiere, überlebten den Unfall.[53]

- (A) 28. Juli – Eine Boeing 747-400F der koreanischen Asiana Airlines (HL7604) stürzte auf dem Flug von Seoul-Incheon nach Shanghai eine knappe Stunde nach dem Start, ins Meer. Als die Piloten Feuer im Laderaum bemerkten, versuchten sie den Flughafen auf der Insel Jeju zur Notlandung anzusteuern. Doch dieser Versuch scheiterte, nachdem die Piloten auch noch ein Problem mit der Steuerung gemeldet hatten. Die Maschine stürzte etwa 130 Kilometer westlich der Insel ab. Die Besatzung kam ums Leben (siehe auch Asiana-Airlines-Flug 991).[54]

- 3. August – Eine Convair CV-580 der kanadischen Nolinor Aviation (C-GKFP) wurde bei der Landung auf dem Kasba Lake Airport (Nordwest-Territorien, Kanada) irreparabel beschädigt. Auf der sehr holprigen Bahn mit weichen und nassen Stellen brach das Bugfahrwerk zusammen. Alle Insassen überlebten den Unfall unverletzt.[55]

- (A) 20. August – Eine Boeing 737-200 der kanadischen Fluggesellschaft First Air (C-GNWN) wurde beim Anflug auf den Flughafen Resolute Bay 1,6 Kilometer von der Landebahn entfernt in einen 120 Meter hohen Hügel geflogen. Von 11 Passagieren und 4 Crew-Mitgliedern starben bei diesem Controlled flight into terrain (CFIT) 12 Menschen. Drei Menschen überlebten verletzt (siehe auch First-Air-Flug 6560).[56][57]

- (A) 7. September – Eine Jakowlew Jak-42 der russischen YAK Service (RA-42434)stürzte kurz nach dem Start vom Flughafen Jaroslawl auf ihrem Weg nach Minsk aufgrund eines Pilotenfehlers ab. Von den 37 Passagieren, darunter fast die ganze Mannschaft des russischen Eishockey-Clubs Lokomotive Jaroslawl, und 8 Besatzungsmitgliedern an Bord überlebte nur ein Flugbegleiter (siehe auch YAK-Service-Flug 9633).[58][59]

- 25. September – Nach einem Rundflug über dem Himalaya wurde eine zweimotorige Propellermaschine des Typs Beechcraft 1900D der nepalesischen Buddha Air (9N-AEK) kurz vor der Landung auf dem Flughafen Kathmandu gegen einen Hügel geflogen. Zur Zeit des Unfalls herrschten niedrige Wolken. Bei diesem Controlled flight into terrain (CFIT) wurden alle 16 Passagiere und 3 Besatzungsmitglieder getötet.[60]

- 29. September – Eine Maschine des Typs CASA/Nurtanio NC-212-CC4 Aviocar der indonesischen Nusantara Buana Air (PK-TLF) ging auf dem Flug von Medan nach Kuta Cane verloren. Fünf Tage später wurde die völlig zerstörte Maschine entdeckt, es konnte allerdings nur noch der Tod der 14 Passagiere und der 4 Besatzungsmitglieder festgestellt werden.[61]

- (A) 4. Oktober – Eine Cessna 208B Grand Caravan der kanadischen Air Tindi (C-GATV) wurde nahe dem Großen Sklavensee in ansteigendes Gelände geflogen. Das Flugzeug befand sich auf dem Weg von Yellowknife nach Łutselk'e (Nordwest-Territorien) und wurde unter Sichtflugregeln geflogen. Aufgrund einer niedrigen Wolkendecke befand sich die Maschine während des gesamten Fluges nicht über einer Höhe von 200 Metern. Unfallursachen waren ein Controlled flight into terrain (CFIT) und Cannabinoide im Blut des Kapitäns. Von den vier Insassen kamen zwei ums Leben, der Kapitän und einer der Passagiere (siehe auch Air-Tindi-Flug 200).[62][63]

- 27. Oktober – Eine Beechcraft 100 King Air der kanadischen Northern Thunderbird Air (C-GXRX) verunglückte mit zwei Mann Besatzung und sieben Passagieren an Bord unterwegs vom Flughafen Vancouver nach Kelowna. Kurz nach dem Start von Vancouver gab es Probleme mit dem linken Motor und die Besatzung versuchte, nach Vancouver zurückzukehren. Im Endanflug drehte das Flugzeug plötzlich nach links, stürzte 700 Meter östlich des Flughafens ab und ein Feuer brach aus. Alle Passagiere konnten gerettet werden, aber die beiden Piloten starben an den Folgen des Absturzes.[64]

- 1. November – Die Boeing 767-300ER SP-LPC der polnischen LOT mit 231 Personen an Bord musste aus Newark kommend aufgrund eines technischen Problems ohne ausgefahrenes Fahrwerk auf dem Chopin-Flughafen Warschau notlanden. Die Maschine setzte sicher auf dem Rumpf auf, es gab keine Verletzten.[65][66][67] Nach Angaben der Fluggesellschaft gab es ein Problem mit dem Hydrauliksystem.[68] Die polnische Untersuchungsstelle für Flugunfälle stellte später fest, dass ein Hydraulikschlauch der Bremse des rechten Hauptfahrwerks gerissen war. Des Weiteren fand man eine ausgelöste Sicherung, die unter anderem für das Notsystem zum Fahrwerksausfahren zuständig ist. Da diese Auslösung in keiner Systemanzeige verzeichnet wird, waren auch die Piloten über das Problem nicht in Kenntnis gesetzt.[69] Die Leistung des Kapitäns Tadeusz Wrona wurde in den Medien allgemein sehr positiv dargestellt. Die Maschine wurde später verschrottet.[70]

### 2012
- 15. März – Eine Convair CV-340 der US-amerikanischen Jet One Express (Luftfahrzeugkennzeichen N153JR) stürzte nach dem Start vom Flughafen San Juan nach Ausfall eines Triebwerkes ab. Beide Piloten (die einzigen Insassen) wurden getötet.[71]

- 22. März – Bei einer Douglas DC-4 der US-amerikanischen Jet One Express (N406WA) fiel während des Rollens nach der Landung auf dem Flughafen San Juan (Puerto Rico) die Steuerung des Bugfahrwerks aus. Das Flugzeug blieb über einem Wassergraben hängen. Beide Besatzungsmitglieder des Frachtfluges blieben unverletzt. Die Maschine wurde irreparabel beschädigt. Erst sieben Tage vorher war eine Convair CV-340 der Jet One Express nach dem Start vom Flughafen San Juan abgestürzt, wobei beide Piloten umgekommen waren.[72]

- (A) 2. April – Eine ATR 72-200 der russischen Fluggesellschaft UTair (VP-BYZ) stürzte gegen 07:33 Uhr Ortszeit auf dem Weg von Tjumen nach Surgut beim Versuch einer Notlandung kurz nach dem Start ab. Der Absturzort liegt etwa 1,4 nautische Meilen hinter dem Ende der Startbahn, circa 45 km entfernt von Tjumen.[73] Von den 43 Insassen kamen 33 ums Leben.[74] Als Absturzursachen wurden Fehler von Bodenmannschaft und Piloten angegeben; der Kommandant war mit Eis- oder Schneeresten auf den Tragflächen zum Start gerollt und hatte nach dem Auftreten des Strömungsabrisses nach dem Einfahren der Klappen nicht die korrekten Maßnahmen getroffen (siehe auch UTAir-Flug 120).[75]

- 2. April – Eine Hawker Siddeley HS 748-287 2B der kenianischen Timbis Air Services (5Y-BZR) wurde bei der Landung auf dem Flugplatz Doro (Südsudan) irreparabel beschädigt. Personen kamen nicht zu Schaden.[76]

- (A) 20. April – Eine Boeing 737-200 der pakistanischen Privatfluggesellschaft Bhoja Air (AP-BKC) stürzte wenige Minuten vor der geplanten Landung in ein Wohngebiet nahe dem Benazir Bhutto International Airport von Islamabad. Die Maschine war mit 121 Passagieren und sechs Besatzungsmitgliedern vom Jinnah International Airport in Karatschi gestartet und in eine Schlechtwetterfront geraten (siehe auch Bhoja-Air-Flug 213).[77]

- 21. April – Eine Curtiss C-46F-1-CU Commando der bolivianischen SkyTeam Cargo (CP-1319) stürzte im Anflug auf den Flughafen Santa Cruz-Viru Viru (Bolivien) ab. Dort war die Maschine 6 Minuten vorher auch auf einem Frachtflug gestartet. Die Besatzung meldete unmittelbar danach ihre Rückkehr ohne Angabe von Gründen. Im Endanflug stieg das Flugzeug plötzlich fast senkrecht nach oben, stürzte ab, schlug etwa 200 Meter neben der Landebahn 16 auf und fing Feuer. Der Grund wurde nicht ermittelt. Alle 3 Besatzungsmitglieder kamen ums Leben; der einzige Passagier überlebte den Absturz. Dies war der letzte tödliche Unfall mit einer Curtiss C-46 Commando (Stand: Juni 2022).[78]

- (A) 9. Mai – Eine Vorführmaschine des neu in Russland entwickelten Suchoi Superjet 100 (RA-97004) kollidierte in Indonesien in 1800 m Höhe mit einem Berg. Dabei wurden 48 Menschen getötet (siehe auch Suchoi-Flug 36801).[79]

- (A) 14. Mai – Eine zweimotorige Dornier 228 der nepalesischen Fluggesellschaft Agni Air (9N-AIG) wurde in einen Berg geflogen. Dabei starben 15 Personen. Die Maschine war mit 21 Personen auf dem Flughafen Jomsom (Nepal) für einen Flug nach Pokhara gestartet und aufgrund technischer Probleme zum Flughafen umgekehrt. Beim Anflug prallte das Flugzeug gegen einen Berg (siehe auch Agni-Air-Flug CHT).[80]

- 17. Mai – Eine Short 360-100 der US-amerikanischen Air Cargo Carriers (N617FB) wurde beim Rollen auf dem Flughafen Houston (Texas, USA) durch absichtliches, exzessives Bremsen zerstört. Da die Maschine zunächst 27 Kilogramm schwerer als das maximal zulässige Startgewicht war, wollten die Piloten das Gewicht durch erhöhten Treibstoffverbrauch reduzieren, indem sie die Triebwerke mit erhöhtem Schub laufen ließen und gleichzeitig andauernd die Bremsen betätigten, um nicht zu schnell zu werden. Durch die Überhitzung der Bremsen ließen die thermischen Schmelzsicherungen den Druck aus den Reifen ab, so dass die platten Reifen beim Weiterrollen Feuer fingen. Durch die beim Brand entstandenen Strukturschäden wurde das Flugzeug irreparabel beschädigt. Die beiden Piloten, die einzigen Insassen auf dem Frachtflug, überlebten den Unfall.[81]

- (A) 2. Juni – Eine Boeing 727-200 der nigerianischen Allied Air (5N-BJN) überrollte das Ende der Landebahn des Flughafens in Accra (Ghana) und erfasste einen Kleinbus. Hierbei starben alle zehn Insassen des Kleinbusses sowie zwei weitere Personen am Boden (siehe auch DHL-Aviation-Africa-Flug 111).[82][83]

- (A) 3. Juni – Eine McDonnell Douglas DC-9-83 (MD-83) der nigerianischen Dana Air (5N-RAM) mit 153 Menschen an Bord stürzte in einem Stadtteil von Lagos ab.[84] Alle Insassen und sechs Menschen am Boden starben (siehe auch Dana-Air-Flug 992).[85]

- 10. Juni – Die Piloten einer Let L-410 der Ukrainska Shkola Pilotov (UR-SKD), die zum Absetzen von Fallschirmspringern eingesetzt war, versuchten aufgrund eines herannahenden Gewitters zum Flugplatz Borodjanka in der Ukraine zurückzukehren. Dabei stürzte die Maschine nahe dem Flugplatz in ein Feld. Von den 20 Insassen kamen 5 zu Tode, 15 überlebten den Absturz.[86][87]

- (A) 11. Juni – Kurz vor Einbruch der Dunkelheit startete ein mutmaßlich stark alkoholisierter Kapitän einer Antonow An-2T der russischen Awia Zow (RA-40312) mit 12 Passagieren an Bord ohne Startfreigabe von einem Flugplatz bei Serow zu einem nicht genehmigten Flug. Zuvor hatten die Männer gemeinsam Alkohol konsumiert. Die Maschine wurde erst am nächsten Morgen von der Fluggesellschaft vermisst gemeldet. Erst am 5. Mai 2013 wurde das Wrack mit den skelettierten Leichen der Insassen gefunden. Unfallursache war eine Kollision mit Bäumen nach einem Flug unterhalb der Sicherheitsflughöhe (siehe auch Flugunfall einer Antonow An-2 bei Serow 2012).[88]

- 12. Juni – Eine Hawker Siddeley HS 748-264 2A der kanadischen Wasaya Airways (C-FTTW) geriet auf dem Flughafen Sandy Lake (Ontario, Kanada) in Brand. Beim Abpumpen des als Fracht geladenen Treibstoffs entstand ein Leck an der externen Pumpe. Die Treibstoffdämpfe entzündeten sich und ein größeres Feuer entstand. Das Flugzeug brannte fast vollständig aus. Beide Piloten, die einzigen Insassen auf dem Frachtflug, blieben unverletzt.[89]

- 31. August – Eine ATR 42-500 der Pakistan International Airlines (AP-BHJ) geriet auf dem Flughafen Lahore (Pakistan) bei der Landung von der Landebahn ab. Das rechte Hauptfahrwerk brach zusammen, die Maschine kam auf der rechten Seite liegend zum Stillstand. Alle 46 Insassen, vier Besatzungsmitglieder und 42 Passagiere, überlebten den Unfall. Das Flugzeug wurde irreparabel beschädigt.[90]

- (A) 12. September – Auf der Kamtschatka-Halbinsel wurde eine Antonow An-28 der russischen Petropavlovsk-Kamchatsky Air (RA-28715) beim Anflug auf Palana in einen 11 Kilometer vom Flugplatz entfernten Berghang geflogen. Dabei wurden 10 Menschen getötet, 4 Personen überlebten. Die betrunkenen Piloten waren offensichtlich über ihre Position im Unklaren gewesen (siehe auch Petropawlowsk-Kamtschatski-Air-Flug 251).[91][92]

- 28. September – Eine Dornier 228-200 der nepalesischen Sita Air (9N-AHA) auf dem Flug nach Lukla stürzte nach dem Start etwa 500 Meter vom Flughafen Kathmandu entfernt ab. Bei dem Unfall starben alle 19 Insassen. Ein von den Piloten unbemerkter Schubverlust führte zum Kontrollverlust und Absturz.[93]

- 9. November – An einer Curtiss C-46A-45-CU Commando der kanadischen Buffalo Airways (C-GTXW) brach während des Rollens nach der Landung auf dem Flughafen Yellowknife (Nordwest-Territorien, Kanada) das linke Hauptfahrwerk zusammen. Alle drei Besatzungsmitglieder, die einzigen Insassen auf dem Flug, überlebten den Unfall.[94]

- 27. November – Eine Embraer 120ER der komorischen Inter Iles Air (D6-HUA) auf dem Weg von Moroni-Hahaya (Komoren) nach Anjuan stürzte kurz nach dem Start nördlich des Startflughafens ins Meer. Alle 29 Insassen konnten gerettet werden, das Flugzeug war ein Totalschaden.[95]

- 30. November – Eine Iljuschin Il-76T der armenischen Aero-Service (EK-76300) wurde im Anflug auf den Flughafen Brazzaville Maya-Maya (Kongo) einen Kilometer vor der Landebahn in den Boden geflogen. Dabei kamen alle 7 Insassen der Maschine ums Leben, 25 Menschen am Boden wurden getötet und 14 weitere teils schwer verletzt.[96]

- (A) 17. Dezember – Eine Antonow An-26 mit dem Kennzeichen OB-1887-P der peruanischen Frachtfluggesellschaft Amazon Sky wurde auf dem Flug von Lima zum Flugplatz der Firma Pluspetrol in der Region Cuzco Aeródromo Las Malvinas vermisst. Das Flugzeug wurde am folgenden Tag an einem Berghang in der Nähe von Tomas in der Provinz Yauyos entdeckt. Alle 4 Besatzungsmitglieder kamen bei dem Unfall ums Leben. Als Ursache des Absturzes wurde Eisbildung und das daraus resultierende Versagen beider Motoren ermittelt (siehe auch Flugunfall der Amazon Sky nahe Tomas).[97]

- 22. Dezember – Eine Fairchild SA-227 Metroliner III mit dem Kennzeichen C-GFWX der kanadischen Perimeter Aviation flog bei einem missglückten Durchstartmanöver am Flughafen Sanikiluaq ins Gelände. Von den neun Insassen kam ein nicht angeschnalltes Kleinkind ums Leben, drei weitere Passagiere wurden schwer verletzt.[98][99]

- 25. Dezember – Eine Fokker 100 der burmesischen Fluggesellschaft Air Bagan (XY-AGC) wurde bei diesigem Wetter gut einen Kilometer vor dem Flughafen von Heho (Myanmar) in den Boden geflogen. Dabei wurden einer von 71 Menschen an Bord sowie eine Person am Boden getötet.[100][101]

- (A) 29. Dezember – Eine Tupolew Tu-204-100 der russischen Red Wings Airlines (RA-64047) schoss bei der Landung auf dem Moskauer Flughafen Wnukowo über das Landebahnende hinaus, zerbrach, fing Feuer und kam teilweise auf einer angrenzenden Schnellstraße zum Liegen. Bei dem Unfall kamen fünf Menschen ums Leben, drei weitere wurden schwer verletzt (siehe auch Red-Wings-Airlines-Flug 9268).[102][103]

### 2013
- 23. Januar – Eine de Havilland Canada DHC-6 Twin Otter 300 der kanadischen Kenn Borek Air (Luftfahrzeugkennzeichen C-GKBC) wurde in einen 3960 Meter hohen Berghang der Königin-Alexandra-Kette geflogen. Die Maschine war auf dem Weg von der Amundsen-Scott-Südpolstation zur Terra Nova Bay (Antarktis). Durch diesen CFIT (Controlled flight into terrain) wurden alle 3 Menschen an Bord getötet.[104][105]

- 29. Januar – Alle 16 Passagiere und die fünf Besatzungsmitglieder einer Bombardier CRJ200 der kasachischen SCAT Airlines (UP-CJ006) kamen ums Leben, nachdem die Piloten den Anflug auf dem Flughafen Almaty wegen fehlender Bodensicht abbrechen mussten und die Maschine beim Durchstarten aus ungeklärter Ursache in einen Sinkflug überging (siehe auch SCAT-Flug 760).[106][107]

- 11. Februar – Eine CASA CN-235 der Regierung von Guinea (3X-GGG) verunglückte 4 Kilometer südlich des Flughafens Monrovia (Liberia), als sie im Anflug auf bewaldetes, ansteigendes Gelände aufschlug. Alle 11 Insassen, fünf Besatzungsmitglieder und 6 Passagiere, kamen ums Leben.[108]

- 11. Februar – Eine Boeing 737-33A der Pakistan International Airlines (AP-BEH) wurde auf dem Flughafen Maskat-Seeb (Oman) derart hart gelandet, dass das linke Hauptfahrwerk abknickte. Daraufhin schlug die linke Tragfläche samt Triebwerk Nr. 1 auf der Landebahn auf. Das Flugzeug wurde irreparabel beschädigt. Alle 108 Insassen überlebten den Unfall.[109]

- (A) 29. April – Eine Boeing 747-400BCF der US-amerikanischen National Airlines (N949CA) stürzte in Afghanistan kurz nach dem Start vom US-Luftwaffenstützpunkt Bagram ab. Alle sieben Besatzungsmitglieder des Frachtflugzeugs des US-Unternehmens National Air Cargo starben (siehe auch National-Air-Cargo-Flug 102).[110]

- 6. Mai – Ein Mi-8-Hubschrauber der russischen Angara Airlines (RA-24410) mit neun Personen an Bord stürzte während eines Einsatzes in der Region um Irkutsk ab.[111]

- 31. Mai – Eine BAe ATP der indonesischen Deraya Air Taxi (PK-DGI) geriet bei der Landung auf dem Flughafen Wamena (Indonesien) nach einem nicht stabilisierten Anflug von der Landebahn ab. Das Bugfahrwerk brach ab, 250 Meter weiter brach auch das Hauptfahrwerk zusammen und alle Propeller waren verbogen. Beide Piloten, die einzigen Insassen auf dem Frachtflug, überlebten den Unfall. Das Flugzeug wurde irreparabel beschädigt.[112]

- 6. Juni – Ein Mi-8-Hubschrauber der russischen DOSAAF (RF-95370), der von Tugur gestartet war, erreichte sein Ziel nicht. Das Wrack und die Leichen von vier Besatzungsmitgliedern und eines Passagiers, die sich an Bord befunden hatten, wurden zwei Tage später in schwer zugänglichem Gelände gefunden.[113]

- 2. Juli – An einer Curtiss C-46F Commando der US-amerikanischen Everts Air Fuel (N1837M) brach nach der Landung auf dem Flughafen Fairbanks (Alaska, USA) das rechte Hauptfahrwerk zusammen. Ursache war ein Ermüdungsbruch. Beide Piloten, die einzigen Insassen auf dem Testflug, überlebten den Unfall. Das Flugzeug wurde beschädigt, eventuell irreparabel.[114]

- (A) 6. Juli – Eine Boeing 777-200 der koreanischen Asiana Airlines (HL7742) verunglückte beim Flug von Seoul-Incheon zum Flughafen San Francisco durch zu geringe Geschwindigkeit im Landeanflug. An Bord der Maschine waren 307 Menschen, von denen drei getötet wurden (siehe auch Asiana-Airlines-Flug 214).[115]

- 22. Juli – Eine Boeing 737-700 der US-amerikanischen Southwest Airlines (N753SW) legte auf dem Flughafen New York-LaGuardia eine Bruchlandung hin. Passagiere berichteten, dass die Boeing hart aufgesetzt sei und dabei das Bugfahrwerk verloren habe. Acht Menschen wurden leicht verletzt, davon sechs mit Schürfwunden ins Krankenhaus gebracht. Das Flugzeug wurde zum Totalschaden.[116]

- (A) 14. August – Ein Airbus A300-600 der US-amerikanischen Frachtfluggesellschaft UPS Airlines (N155UP) (Bj. 2003) wurde während des Landeanflugs auf den Birmingham-Shuttlesworth International Airport (USA) etwa 1000 Meter vor der Landebahn in den Boden geflogen. Bei diesem CFIT (Controlled flight into terrain) wurden beide Piloten getötet (siehe auch UPS-Airlines-Flug 1354).[117]

- 23. August – Vier Insassen kamen beim Absturz eines Super Puma AS 332L2 der britischen CHC Scotia (G-WHSB) ums Leben, als die Maschine auf ihrem Flug von der Nordsee-Bohrinsel Borgsten Dolphin zum Flughafen Sumburgh auf den Shetlandinseln ins Meer stürzte.[118][119]

- (A) 3. Oktober – Ein Turboprop-Flugzeug des Typs Embraer EMB 120RT der nigerianischen Associated Aviation (5N-BJY) stürzte sofort nach dem Start in Lagos (Nigeria) ab und fing Feuer. Von den 20 Insassen kamen 16 ums Leben (siehe auch Associated-Aviation-Flug 361).[120]

- 14. Oktober – Eine Cessna 208B Grand Caravan der mexikanischen Aéreo Servicio Guerrero (XA-TXM) stürzte 26 Kilometer vom Abflugort Loreto (Mexiko) ab. Alle 14 Insassen kamen ums Leben. Das Wrack wurde erst zwei Tage später gefunden.[121]

- (A) 16. Oktober – Eine ATR 72-600 der Lao Airlines (RDPL-34233) wurde auf einem Inlandsflug in Laos von Vientiane kommend kurz vor dem Zielflughafen Pakse bei schlechtem Wetter in den Mekong gesteuert. Alle 49 Insassen wurden durch diesen controlled flight into terrain getötet (siehe auch Lao-Airlines-Flug 301).[122]

- (A) 17. November – Eine Boeing 737-500 der russischen Tatarstan Airlines (VQ-BBN) verunglückte bei der Landung auf dem Flughafen Kasan in der Republik Tatarstan der Russischen Föderation. Die Maschine stürzte beim Durchstarten aufgrund eines Strömungsabrisses ab. Alle 50 Insassen kamen ums Leben, sechs Besatzungsmitglieder und 44 Passagiere (siehe auch Tatarstan-Airlines-Flug 363).[123][124]

- 25. November – Mit einer Cessna 208B Grand Caravan der Tropicair aus Papua-Neuguinea (P2-SAH) kam es auf dem Weg von Kamusi nach Purari in einem Fluss nahe Kibeni in Papua-Neuguinea zu einer Bruchlandung. Drei der zehn Insassen, darunter der Kopilot, kamen ums Leben.[125]

- (A) 29. November – Eine Embraer 190AR der Linhas Aéreas de Moçambique (C9-EMC) stürzte auf dem Flug von Maputo (Mosambik) nach Luanda (Angola) im Bwabwata-Nationalpark (Namibia) ab, nach vorläufigen Ermittlungsergebnissen vermutlich durch Absicht des Flugkapitäns. Alle 33 Insassen kamen ums Leben (siehe auch Linhas-Aéreas-de-Moçambique-Flug 470).[126]

- 29. November – Eine Cessna 208B Grand Caravan der US-amerikanischen Era Alaska (N12373) stürzte in der Nähe des Zielflughafens von St. Mary’s (Alaska) ab. Der Pilot und drei der neun Passagiere kamen ums Leben.[127]

### 2014
- 12. Februar – Eine ATR 42-300 der irischen Air Contractors (Luftfahrzeugkennzeichen EI-BYO) wurde auf dem Flughafen Shannon (Irland) irreparabel beschädigt, als ein Sturm mit 58 Knoten (107 km/h), in Böen bis zu 79 Knoten (146 km/h) über den Flugplatz fegte. Personen kamen dabei nicht zu Schaden.[128]

- (A) 16. Februar – Die Piloten einer Turboprop-Maschine des Typs de Havilland Canada DHC-6 Twin Otter der Nepal Airlines (9N-ABB) verloren die Orientierung und flogen nahe Sandhikhark im Bezirk Arghakhanchi im westlichen Nepal gegen einen Berg. Dabei kamen alle drei Crewmitglieder und die 15 Passagiere der Maschine ums Leben (siehe auch Nepal-Airlines-Flug 183).[129]

- 17. Februar – Eine Hawker Siddeley HS 748 2B/371 der kenianischen 748 Air Services (5Y-HAJ) kollidierte bei der Landung auf dem Flugplatz Rubkona im Bundesstaat Unity (Südsudan) mit einem Torpfosten der Umzäunung. Dadurch entstand ein Riss in der Tragfläche, aus dem Treibstoff austrat. Die Maschine streifte zwei Gepäckfahrzeuge, die ebenso wie das Flugzeug in Brand gerieten. Einer der beiden Passagiere wurde getötet, die anderen drei Insassen überlebten. Das Flugzeug war im Auftrag von Global Airlift Ltd mit Hilfsgütern der International Organization for Migration im Einsatz.[130][131]

- (A) 8. März – Eine Boeing 777-200ER der Malaysia Airlines (9M-MRO) verschwand mit 239 Menschen an Bord auf dem Weg von Kuala Lumpur nach Peking über dem Südchinesischen Meer vom Radar. An der Küste von Südostafrika wurden 2015–2016 zufällig Trümmerteile aufgefunden, die nach Aussagen von Experten von einem Flugzeug des Typs Boeing 777 stammen. Das Schicksal der Insassen ist bislang unklar (siehe auch Malaysia-Airlines-Flug 370).[132][133]

- 31. Mai – Beim Absturz eines Mi-8-Helikopters kamen in der russischen Oblast Murmansk etwa 15 Menschen ums Leben. Der Helikopter stürzte auf dem Weg nach Kanosero vermutlich in den See Munosero. An Bord waren laut russischem Katastrophenschutzministerium 18 Menschen, einige von ihnen Politiker. Zwei oder drei der Insassen überlebten den Absturz und wurden ins Krankenhaus im etwa 100 Kilometer westlich gelegenen Kandalakscha gebracht. Der Flug war für eine Inspektion im kontrovers diskutierten Chibinen-Nationalpark durchgeführt worden.[134][135]

- 8. Juni – Zehn schwerbewaffnete militante Aktivisten griffen den Flughafen Karachi (Pakistan) an. Dabei wurden 36 Menschen getötet und unter anderem eine Boeing 747-367 der Pakistan International Airlines (AP-BFV) irreparabel beschädigt (siehe auch Angriff auf den Jinnah International Airport 2014).[136]

- (A) 17. Juli – Eine Boeing 777-200ER der Malaysia Airlines (9M-MRD) stürzte im Osten der Ukraine ab, nachdem sie im Zusammenhang mit dem dortigen militärischen Konflikt von einer Boden-Luft-Rakete des Flugabwehrsystems Buk M1 getroffen worden war.[137] Alle 298 Personen an Bord kamen ums Leben (siehe auch Malaysia-Airlines-Flug 17).[138]

- (A) 23. Juli – Ein Turboprop-Regionalverkehrsflugzeug des Typs ATR 72 der taiwanischen TransAsia Airways (B-22810) war vom taiwanischen Flughafen Kaohsiung um 17:43 Uhr Ortszeit zum Flughafen Magong auf den Penghu-Inseln gestartet. Bei Starkregen und Wind wurde die Maschine am Zielort in ein Wohngebiet geflogen. Die Unfallart war ein Controlled flight into terrain (CFIT). Von den 58 Insassen kamen 48 ums Leben (siehe auch TransAsia-Airways-Flug 222).[139][140]

- (A) 24. Juli – Eine McDonnell Douglas DC-9-83 der Air Algérie (durchgeführt mit einer Maschine der spanischen Swiftair) (EC-LTV) verschwand auf dem Weg von Ouagadougou nach Algier über Mali vom Radar.[141] Das verunglückte Flugzeug wurde später 50 Kilometer nördlich der Grenze zu Burkina Faso entdeckt.[142] Alle 116 Insassen an Bord wurden getötet (siehe auch Air-Algérie-Flug 5017).

- (A) 10. August – Kurz nach dem Start in Teheran mit Flugziel Tabas stürzte eine Turboprop-Maschine des Typs Antonow An-140 (iranische Lizenzfertigung) der iranischen Sepahan Airlines (EP-GPA) ab. Bei dem Unfall kamen alle sechs Besatzungsmitglieder sowie 34 der 42 Passagiere ums Leben (siehe auch Sepahan-Airlines-Flug 5915).[143][144][145]

- 30. August – Eine Antonow An-12 der Ukraine Air Alliance (UR-DWF) verunglückte drei Minuten nach dem Start nach einem technischen Zwischenstopp in Tamanrasset (Algerien) aus bisher ungeklärter Ursache in bergigem Gelände. An Bord befanden sich sieben Insassen, die alle ums Leben kamen.[146]

- 31. August – Eine Fokker F-27-500 der kenianischen Safari Express Cargo (5Y-SXP) stürzte auf einem Positionierungsflug vom Flughafen Mwanza zum Flughafen Nairobi/Jomo Kenyatta nahe Kogatende im Serengeti-Nationalpark (Tansania) aus einer Höhe von 17.000 Fuß (rund 5200 Meter) aus unbekannten Gründen ab. Alle 3 Besatzungsmitglieder, die einzigen Insassen, kamen ums Leben.[147]

- 14. November – Eine Hawker Siddeley HS 748 2B/399 LFD der kenianischen 748 Air Services (5Y-BVQ) stürzte am Flugplatz von Panyagor (Bundesstaat Jonglei, Südsudan) nur 20 Meter vor der Landebahn in Häuser. Das aus Juba kommende Frachtflugzeug verunglückte beim zweiten Anflugversuch. Beide Piloten kamen ums Leben, der dritte Insasse, ein Mechaniker, überlebte den Unfall. Das Flugzeug war im Auftrag von Global Airlift Ltd mit Hilfsgütern der Lutheran World Federation unterwegs.[148][149]

- 4. Dezember – In Belize City, Belize, schoss eine Cessna 208B Grand Caravan der Tropic Air (V3-HHU) über die Landebahn hinaus ins Wasser des Karibischen Meers. Das Flugzeug wurde schwer beschädigt, es gab jedoch keine Verletzten.[150]

- (A) 28. Dezember – Ein Airbus A320-200 der Indonesia AirAsia (PK-AXC) mit 162 Menschen an Bord verschwand auf dem Weg vom Flughafen Juanda (Indonesien) nach Singapur vom Radar. Die Piloten hatten zuvor um Erlaubnis zur Kursänderung gebeten, um schlechtem Wetter auszuweichen.[151] Am 30. Dezember wurde die Absturzstelle in der Javasee gefunden; es konnten keine Überlebenden geborgen werden (siehe auch Indonesia-AirAsia-Flug 8501).[152]

- 28. Dezember – Eine Britten-Norman BN-2A6 Islander der Air Services Limited – ASL aus Guyana (8R-GHE) verschwand während eines Frachtflugs von Mahdia nach Karisparu in Guyana mit zwei Besatzungsmitgliedern an Bord spurlos.[153]

### 2015
- 2. Januar – Den Piloten einer Saab 340B der britischen Loganair (Luftfahrzeugkennzeichen G-LGNL) gelang es beim Start auf dem Flughafen Stornoway (Äußere Hebriden, Schottland) nicht, das Flugzeug bei starkem Seitenwind auf der Bahn zu halten. Auch nachdem die Maschine schon die Startbahn verlassen hatte und über Gras und eine geschlossene Bahn raste, ließ der Kapitän die Schubhebel auf Vollgas stehen und zog sie erst zurück, nachdem bereits das Bugfahrwerk zusammengebrochen war. Die 29 Insassen, 3 Besatzungsmitglieder und 26 Passagiere, überlebten den Totalschaden der Maschine.[154]

- (A) 4. Februar – Eine ATR 72-600 der taiwanischen TransAsia Airways (B-22816) stürzte kurz nach dem Start vom Flughafen Taipeh-Songshan in den Keelung-Fluss, da der Kapitän nach einem Triebwerksausfall das falsche Triebwerk abgestellt hatte. Von den 58 Insassen kamen 43 ums Leben, 15 überlebten den Unfall (siehe auch TransAsia-Airways-Flug 235).[155]

- 11. Februar – Kurz nach dem Start vom Kendall-Tamiami Executive Airport (KTMB), Miami, Florida auf dem Weg zu den Turks- und Caicosinseln meldeten die Piloten einer Beechcraft 1900C der venezolanischen Aeropanamericano (YV1674) Triebwerksprobleme. Bei dem Versuch umzukehren prallte das Flugzeug gegen einen Strommast und stürzte in ein Wohngebiet, wobei die beiden Piloten und zwei Passagiere starben. Am Flugzeug des Transportunternehmens Servicio Panamericano de Proteccion waren kurz vor dem Unfall umfassende Wartungsmaßnahmen am linken Triebwerk, bei denen auch der Propeller ausgetauscht wurde, durchgeführt worden.[156]

- 4. März – Eine BAe ATP der indonesischen Deraya Air Taxi (PK-DGB) wurde bei der Landung auf dem Flughafen Wamena (Indonesien) irreparabel beschädigt. Die Maschine blieb auf der Landebahnseite liegen. Das linke Hauptfahrwerk war zusammengebrochen und das linke Triebwerk samt Propeller waren beschädigt. Beide Piloten, die einzigen Insassen auf dem Frachtflug, überlebten den Unfall.[157]

- (A) 24. März – Ein Airbus A320 der Germanwings (D-AIPX) mit 144 Passagieren, 2 Piloten und 4 weiteren Besatzungsmitgliedern an Bord ging auf dem Weg von Barcelona nach Düsseldorf über Frankreich in einen Sinkflug und zerschellte im Département Alpes-de-Haute-Provence an einem Berg. Gemäß dem Abschlussbericht des BEA[158] geschah dies in suizidaler Absicht des psychisch kranken Copiloten. Der Kapitän war nicht im Cockpit, sondern war durch den Copiloten ausgesperrt worden (siehe auch Germanwings-Flug 9525).[159]

- (A) 29. März – Beim Landeanflug auf den Flughafen von Halifax verfehlte ein Airbus A320 der Fluggesellschaft Air Canada (C-FTJP) die Landebahn. In einem Schneesturm berührte das Flugzeug zunächst eine Antennenanlage und verlor einen Großteil seines Fahrwerks, bevor es 330 Meter vor der Landebahn auf dem Boden aufsetzte und bis auf die Landebahn weiterrutschte. Von den 133 Passagieren und 5 Besatzungsmitgliedern an Bord wurden 25 Personen mit leichten Verletzungen zur Beobachtung in ein Krankenhaus gebracht. Die Maschine wurde zerstört (siehe auch Air-Canada-Flug 624).[160]

- (A) 13. April – Eine Frachtmaschine des Typs Swearingen SA-226 Metro II der kanadischen Carson Air (C-GSKC) stürzte ca. 7 Minuten nach dem Start vom Flughafen Vancouver 11 Kilometer nördlich davon ab. Beide Piloten kamen ums Leben. Es bleibt unklar, warum das Flugzeug in einen Sturzflug mit einer Sinkrate von bis zu 30.000 ft/min geriet und dabei auseinanderbrach, da keine funktionierenden Flugdatenschreiber an Bord waren. Laut Unfallbericht ist es jedoch nahezu sicher, dass die Blutalkoholkonzentration des 34-jährigen Kapitäns von 2,5 Promille und sein exzessiver Alkoholismus eine entscheidende Rolle spielten (siehe auch Carson-Air-Flug 66).[161][162]

- 25. April – Bei einer fehlgeschlagenen Landung und anschließenden Notlandung auf dem Flughafen Istanbul-Atatürk wurde ein Airbus A320 der türkischen Fluggesellschaft Turkish Airlines (TC-JPE) irreparabel beschädigt. Im ersten Anflug auf die Landebahn 05 des Atatürk Airport rollte der Airbus um die Längsachse nach rechts und setzte hart auf, wobei Triebwerk und Tragfläche Bodenkontakt hatten und die Besatzung den Landeversuch abbrach. Bei der folgenden Notlandung auf die Piste 35L kollabierte das beim missglückten Landeversuch beschädigte rechte Hauptfahrwerk und das aus Mailand kommende Flugzeug kam gegen die Landerichtung abseits der Piste zu stehen. Alle 97 Passagiere überlebten die Bruchlandung.[163]

- 16. Juni – Im vorderen Frachtraum einer Boeing 737-300 der kasachischen SCAT Airlines (LY-FLB) brach auf dem Flughafen Aqtau (Kasachstan) ein Feuer aus. Ausgelöst wurde es durch die spontane Zerstörung des Sauerstoffschlauchs mit komprimiertem Sauerstoff, mit dem das Flugzeug über eine Bodenquelle mit Drucksauerstoff gefüllt wurde. Das Flugzeug wurde irreparabel beschädigt. Es gab keine Verletzten, da alle Passagiere das Flugzeug vorher verlassen hatten.[164][165]

- (A) 16. August – Eine ATR 42-300 der indonesischen Fluggesellschaft Trigana Air Service (PK-YRN) wurde auf einem Inlandsflug von Jayapura nach Oksibil in der indonesischen Provinz Papua in einen Berg geflogen. Keiner der 54 Insassen überlebte diesen Controlled flight into terrain (CFIT) (siehe auch Trigana-Air-Service-Flug 267).[166]

- (A) 20. August – Zwei mit je 17 Fallschirmspringern und 2 Piloten besetzte Let L-410 (OM-ODQ, OM-SAB) der slowakischen Dubnica Air starteten vom Flugplatz Dubnica in der Slowakei, um Fallschirmspringer aus 4000 Metern Höhe abzusetzen. Die Maschinen flogen mit einem Sicherheitsabstand von 100 Metern zueinander, der sich jedoch im Flug verringerte, weil der Kapitän der hinteren Maschine gleichzeitig das Flugzeug steuerte und den Flug mit seinem Smartphone filmte, wodurch er entsprechend abgelenkt war. Es kam zur Kollision und beide Maschinen stürzten zu Boden. Aus den abstürzenden Maschinen konnten 31 Fallschirmspringer abspringen und ihre Fallschirme rechtzeitig öffnen. Sieben Personen kamen jedoch ums Leben (siehe auch Flugzeugkollision von Červený Kameň).

- (A) 5. September – Eine Boeing 737-800 der CEIBA Intercontinental aus Äquatorialguinea (3C-LLY) kollidierte auf dem Weg von Dakar nach Cotonou mit einer Hawker Siddeley HS.125 der Senegalair (6V-AIM). Die 737 konnte sicher in Malabo gelandet werden. Die HS.125 mit sieben Personen an Bord stürzte wahrscheinlich in den Atlantik, wird aber noch vermisst (siehe auch Ceiba-Intercontinental-Airlines-Flug 71).[167]

- 25. September – An einer Curtiss C-46A-45-CU Commando der kanadischen Buffalo Airways (C-GTXW) fiel auf einem Linienflug vom Flughafen Yellowknife nach Norman Wells das Triebwerk Nr. 2 (rechts) aus und wurde abgestellt. Allerdings ließ sich dessen Propeller nicht in die Segelstellung bringen. Aufgrund des hohen Luftwiderstands ging die Maschine in den Sinkflug über. Die Piloten führten in sehr schlechtem Wetter eine beabsichtigte Bauchlandung auf dem Flugplatz von Déline (Nordwest-Territorien, Kanada) durch, bei der das Flugzeug zerstört wurde. Die vier Besatzungsmitglieder, die einzigen Insassen auf dem Frachtflug, überlebten den Unfall. Ursache war, dass die Ölabsaugpumpe des Motors ausgefallen war. Es war derzeit (Februar 2023) der letzte Totalschaden einer C-46.[168]

- 30. September – Eine Turbopropmaschine des Typs De Havilland DHC-8-400 der luxemburgischen Luxair (LX-LGH) brach am Flughafen Saarbrücken den Start ab, nachdem sie bereits abgehoben hatte, und blockierte mit eingefahrenem Fahrwerk die Start- und Landebahn. Die 16 Passagiere und 4 Besatzungsmitglieder blieben unverletzt. Das Flugzeug wurde als Totalverlust abgeschrieben.[169][170]

- (A) 2. Oktober – Eine Turbopropmaschine des Typs de Havilland Canada DHC-6 Twin Otter der indonesischen Aviastar Mandiri (PK-BRM) kollidierte auf dem Flug von Masamba nach Makassar mit dem Berg Mount Latimojong auf der Insel Sulawesi. Alle acht Passagiere und die beiden Piloten kamen dabei ums Leben (siehe auch Aviastar-Mandiri-Flug 7503).[171][172]

- (A) 31. Oktober – Eine Chartermaschine des Typs Airbus A321 der russischen Fluggesellschaft Kogalymavia, auch Metrojet genannt (EI-ETJ) stürzte mit 217 Passagieren und 7 Besatzungsmitgliedern auf dem Weg von Scharm asch-Schaich nach Sankt Petersburg über der zu Ägypten gehörenden Sinai-Halbinsel ab. Keiner der 224 Insassen überlebte den Absturz. Russische Behörden veröffentlichten Untersuchungsergebnisse, laut denen eine durch Terroristen herbeigeführte Explosion eines Sprengsatzes im Flugzeug den Absturz verursacht hatte (siehe auch Kogalymavia-Flug 9268).[173]

- 4. November – Ein in Tadschikistan registriertes Frachtflugzeug des Typs Antonow An-12 der Asia Airways, betrieben im Namen der südsudanesischen Allied Services Limited (EY-406) stürzte rund 800 Meter hinter der Startbahn des Flughafens Juba ab.[174] Die Maschine der Asia Airways wurde durch eine Besatzung geflogen, die aus fünf Armeniern und einem Russen bestand. Der Hersteller Antonow teilte in einer Presseerklärung mit, die Maschine sei nicht lufttüchtig gewesen, da wichtige Wartungsereignisse nicht durchgeführt worden seien.[175] Bei dem Absturz kamen nach Regierungsangaben 37 Personen ums Leben. Ein Kind in der Maschine überlebte.[176][177][178] Laut den Ladepapieren war die maximale Ladekapazität von 15,5 Tonnen ausgeschöpft; außerdem durfte die Maschine nicht zum Transport von Personen verwendet werden.[178]

- 10. November – Eine Hawker Siddeley HS 780 Andover der kenianischen Westwind Aviation, die in der Zentralafrikanischen Republik registriert war (TL-AEW), stürzte kurz nach dem Start vom Flughafen Malakal (Südsudan) in ein Feld. Das Flugzeug brannte aus. Alle vier Besatzungsmitglieder, die einzigen Insassen, überlebten.[179] Mit dem Totalschaden dieses letzten noch fliegenden Exemplars war die rund 50-jährige Betriebszeit der Hawker Siddeley HS 780 Andover beendet.

- 11. Dezember – Eine Cessna 208B Grand Caravan der kanadischen Wasaya Airways (C-FKDL) stürzte ab. Das Flugzeug befand sich auf dem Weg von Pickle Lake nach Wapekeka (beides Ontario), als die Maschine mit Bäumen kollidierte und abstürzte. Als Absturzursache wurde unter anderem schlechte Wetterbedingungen genannt, diese führten zur Vereisung des Flugzeugs. Der einzige Insasse dieses Frachtfluges kam ums Leben.[180][181]

### 2016
- (A) 8. Januar – Eine Frachtmaschine des Typs Bombardier CRJ 200-PF der West Air Sweden (Luftfahrzeugkennzeichen SE-DUX) stürzte unweit des Akkajaure-Stausees nahe der norwegischen Grenze in Nordschweden ab. Beide Piloten kamen ums Leben (siehe auch West-Air-Sweden-Flug 294).

- (A) 2. Februar – Kurz nach dem Start eines Airbus A321-100 der griechischen Hermes Airlines, betrieben für die dschibutische Daallo Airlines (SX-BHS) kam es zu einer Explosion. Auf dem Flug von Mogadischu mit Ziel Dschibuti zündete ein Passagier eine Bombe, deren Explosion ein Loch in die Rumpfhülle riss. Der Attentäter wurde aus der Kabine gesogen und kam ums Leben, zwei Passagiere wurden verletzt. Den Piloten gelang eine Notlandung in Mogadischu (siehe auch Daallo-Airlines-Flug 159).

- 24. Februar – Eine de Havilland Canada/Viking Air DHC-6-400 Twin Otter der nepalesischen Tara Air (9N-AHH) wurde auf dem Flug vom Flughafen Pokhara nach Jomsom bei Dana gegen einen Berg geflogen. Der Flug war nach Sichtflugregeln, aber in Wolken, weitergeführt worden. Der Kapitän hatte die Angewohnheit, alle Warnungen des Ground Proximity Warning Systems bewusst zu ignorieren, und flog trotz mehrfacher Warnungen des Systems weiter. Durch diesen CFIT (Controlled flight into terrain) wurden alle 23 Insassen getötet, die drei Besatzungsmitglieder und 20 Passagiere. Dies war der erste Totalverlust einer Maschine der neuen Serie DHC-6-400 (siehe auch Tara-Air-Flug 193).[182]

- 9. März – Beim Durchstartversuch drei Kilometer westlich des Flughafens Cox’s Bazar stürzte ein Frachtflugzeug des Typs Antonow An-26B der True Aviation aus Bangladesch (S2-AGZ) ab. Zuvor war dort der Start trotz Schubverlusts auf einem Triebwerk fortgesetzt worden. Nach dem Abstellen des Triebwerks startete der Kapitän aus unbekannten Gründen im Anflug wieder durch; dabei kam es zum Strömungsabriss. Von den vier Besatzungsmitgliedern überlebte nur der Navigator.[183]

- (A) 19. März – Eine Boeing 737-800 der Billigfluggesellschaft Flydubai aus Dubai (Vereinigte Arabische Emirate) (A6-FDN) stürzte beim Durchstarten aus einer Höhe von rund 1.200 Metern auf dem Flughafen Rostow am Don ab. Keine der 62 Personen an Bord, 55 Passagiere und sieben Crewmitglieder, überlebte den Absturz (siehe auch Flydubai-Flug 981).[184]

- (A) 29. April – Nahe der norwegischen Insel Sotra stürzte ein norwegischer Eurocopter EC 225 (LN-OJF) ab. Alle 13 Personen an Bord kamen ums Leben (siehe auch CHC-Helikopter-Service-Flug 241).

- 5. Mai – In einer Convair CV-580 der kanadischen Conair Aviation (C-FEKF) wurde einer der beiden Piloten aus gesundheitlichen Gründen handlungsunfähig. Bei der Landung auf dem Flugplatz Manning (Alberta, Kanada) kam das Löschflugzeug von der Landebahn ab und kreuzte einen Graben, woraufhin das Bugfahrwerk zusammenbrach und der Rumpf in zwei Teile zerbrach. Das Flugzeug wurde irreparabel beschädigt. Beide Piloten, die einzigen Insassen auf dem Löschflug, überlebten den Unfall.[185]

- (A) 19. Mai – Ein Airbus A320 der Egypt Air (SU-GCC) mit 56 Passagieren und zehn Besatzungsmitgliedern an Bord stürzte auf dem Weg von Paris nach Kairo ins Mittelmeer. Alle 66 Insassen kamen ums Leben (siehe auch Egypt-Air-Flug 804).

- (A) 1. Juli – Eine Iljuschin Il-76 des Katastrophenschutzministeriums der Russischen Föderation (RA-76840) verunglückte bei Irkutsk während eines Feuerlösch-Einsatzes. Alle 10 Personen an Bord kamen ums Leben (siehe auch Unfall der Il-76 RA-76840 „Nikolai Kamanin“).[186]

- 20. Juli – Ein Cessna 208-Wasserflugzeug der chinesischen Joy General Aviation (B-10FW) prallte in Shanghai gegen eine Brücke. Von den 10 Insassen starben 5 bei diesem Flug, der eine neue Strecke der AVIC Joy General Aviation hätte eröffnen sollen.[187]

- (A) 3. August – Eine Boeing 777-300 der Fluggesellschaft Emirates aus Dubai, Vereinigte Arabische Emirate, (A6-EMW) von Thiruvananthapuram in Kerala/Indien nach Dubai verunglückte bei der Landung in Dubai. Alle 300 Menschen an Bord der Boeing 777 überlebten die Bruchlandung und wurden evakuiert, 13 Personen wurden verletzt. Bei den anschließenden Löscharbeiten wurde ein Feuerwehrmann der Flughafenfeuerwehr tödlich verletzt (siehe auch Emirates-Flug 521).[188]

- 21. Oktober – Bei Minustemperaturen und schlechtem Wetter stürzte die Mi-8 der russischen Fluggesellschaft Skol mit dem Kennzeichen RA-22869 im Autonomen Kreis der Jamal-Nenzen im Norden Russlands ab. Drei überlebende Passagiere von insgesamt 22 Insassen des Hubschraubers konnten nach dem Fund des Absturzortes aufgrund eines Notrufs eines Passagiers in ein Spital gebracht werden.[189]

- (A) 24. Oktober – Ein Metroliner der luxemburgischen CAE Aviation mit dem US-amerikanischen Kennzeichen N577MX stürzte um 7:20 Uhr (Ortszeit) kurz nach dem Start auf dem Flughafen von Malta ab. Alle fünf Insassen der Maschine starben. Diese war im Auftrag des französischen Zolls zur Kontrolle der Menschenschmugglerroute von der libyschen Küste nach Europa eingesetzt worden. Alle Opfer waren französische Staatsbürger.[190]

- (A) 29. November, etwa 3 Uhr UTC (Ortszeit 28. November, etwa 22 Uhr) – Eine Avro RJ85 der bolivianischen Fluggesellschaft LaMia Bolivia (CP-2933) flog nahe dem Zielort Medellín, Kolumbien, wegen Treibstoffmangels in einen Berg. Von 73 Passagieren und vier Besatzungsmitgliedern überlebten nur sechs Menschen (siehe auch LaMia-Flug 2933).[191][192][193][194]

- (A) 5. Dezember – Eine Frachtmaschine des Typs Swearingen SA227-AC Metro III der US-amerikanischen Key Lime Air (N765FA) stürzte bei Camilla, Georgia ab, wobei der an Bord befindliche Pilot getötet wurde. Der Pilot war trotz der Warnungen des Fluglotsen, der ihm eine alternative Flugroute vorgeschlagen hatte, in eine Gewitterzone eingeflogen, woraufhin es zum Kontrollverlust kam. Dabei wurden die strukturellen Belastungsgrenzen der Maschine überschritten, die daraufhin auseinanderbrach und zu Boden stürzte (siehe auch Key-Lime-Air-Flug 308).

- (A) 7. Dezember – Eine Maschine des Typs ATR 42 der Pakistan International Airlines (AP-BHO) verunglückte in der Nähe der Ortschaft Havelian im Nordosten Pakistans. Die aus Chitral kommende Maschine kollidierte im Anflug auf den Flughafen Islamabad mit einem Berg. Unter den an Bord befindlichen 48 Personen (42 Passagiere, fünf Crewmitglieder und ein Techniker) gab es keine Überlebenden (siehe auch Pakistan-International-Airlines-Flug 661).[195][196]

- 20. Dezember – Am Flughafen der Stadt Puerto Carreño (Kolumbien) durchbrach eine Boeing 727-200 der kolumbianischen Aerosucre (HK-4544) beim Start die Absperrung am Ende der Startbahn. Die überladene Maschine hob dennoch ab, stürzte dann jedoch etwa fünf Meilen vom Flughafen entfernt ab und brannte aus. Von den sechs Insassen überlebte nur einer den Absturz.[197]

### 2017
- (A) 16. Januar – Eine Frachtmaschine des Typs Boeing 747-400 der Turkish Airlines (Luftfahrzeugkennzeichen TC-MCL) stürzte aus noch ungeklärter Ursache bei dichtem Nebel in ein Wohngebiet unweit des Flughafens Manas in Bischkek, Kirgisistan, ab. Dabei kamen 39 Menschen ums Leben, vier Besatzungsmitglieder und 35 Personen am Boden (siehe auch Turkish-Airlines-Flug 6491).[198][199][200]

- 28. März – Eine Boeing 737-300 der Peruvian Airlines (OB-2036-P) kam bei der Landung auf dem Flughafen Jauja (Peru) von der Bahn ab. Alle 142 Passagiere und 7 Besatzungsmitglieder konnten evakuiert werden, die Maschine brannte jedoch vollkommen aus.[201]

- 5. Mai – Eine aus Louisville kommende Short 330-200 der US-amerikanischen Frachtfluggesellschaft Air Cargo Carriers (N334AC) verunglückte bei der Landung auf dem Flughafen Charleston-Yeager (West Virginia, USA). Nach einem stark verkürzten Anflug mit bis zu 42° Schräglage schlug das Flugzeug sehr hart am linken Landebahnrand auf, wobei die linke Tragfläche abbrach und es in unebenes Gelände schleuderte. Vor allem der Kapitän, der ständig mit dem Kopiloten zusammen eingeteilt wurde, war schon mehrfach durch absichtliches Abweichen und Missachten von Sicherheitsvorschriften sowie mangelhafte Blindflug-Fähigkeiten aufgefallen. Die beiden Piloten, die einzigen Insassen, wurden getötet. Es war bereits der fünfte Totalverlust von Flugzeugen der Shorts-Familie bei dieser Fluggesellschaft, bei der auch das völlige Fehlen von Sicherheitsprogrammen festgestellt wurde.[202][203]

- 27. Mai – Auf dem Flughafen Lukla (Nepal) kam es zu einem missglückten Landeversuch eines Frachtflugzeugs des Typs Let L-410 (9N-AKY) der nepalesischen Summit Air mit drei Personen an Bord. Aufgrund eines Strömungsabrisses war die Maschine mit Bäumen kollidiert und kurz vor der Landebahn in einen Erdwall ins ansteigende Gelände gestürzt. Kapitän und Kopilot wurden tödlich verletzt, die dritte Person überlebte den Unfall. Der Frachtflug war in Kathmandu gestartet.[204]

- 29. April – Eine Antonow An-26 der kubanischen Fluggesellschaft Aerogaviota (CU-T1406) verunglückte mit acht Personen an Bord, alles Offiziere der kubanischen Streitkräfte. Alle kamen dabei ums Leben. Die Maschine prallte, vom am westlichen Stadtrand Havannas gelegenen Flugplatz Playa Baracoa (Municipio Bauta) kommend, gegen den rund 70 km von der Hauptstadt entfernten Berg Loma de la Pimienta im Municipio Candelaria.[205][206][207][208]

- 26. Oktober – Eine Mil Mi-8 der russischen Konvers Avia (RA-22312) stürzte mit drei Arktisforschern und fünf Mann Besatzung vor Spitzbergen ins Meer. Die Überlebenswahrscheinlichkeit für die Menschen an Bord war im Eiswasser gleich null.[209][210]

- (A) 13. Dezember – Eine ATR 42-300 der kanadischen West Wind Aviation (C-GWEA) stürzte kurz nach dem Start vom kanadischen Fond-du-Lac ab. Den eigentlichen Unfall überlebten alle 22 Passagiere und drei Besatzungsmitglieder, jedoch starb ein Passagier zwei Wochen später an den Folgen des Absturzes. Die Maschine war trotz verbliebenen Eisansatzes vom Anflug nicht enteist worden. Am 22. Dezember entzog die kanadische Zivilluftfahrtbehörde der Fluggesellschaft temporär die Betriebserlaubnis (siehe auch West-Wind-Aviation-Flug 280).[211][212]

### 2018
- 13. Januar – Eine Passagiermaschine des Typs Boeing 737-800 der türkischen Pegasus Airlines (Luftfahrzeugkennzeichen TC-CPF, Flug 8622) rutschte nach der Landung auf dem Flughafen Trabzon seitlich der Landebahn einen Abhang hinunter. Das Flugzeug kam kurz vor dem Kontakt mit dem Wasser des Schwarzen Meeres zum Stehen. Alle 162 Passagiere und die sechs Besatzungsmitglieder blieben unverletzt, jedoch wurde das rechte Triebwerk abgerissen und das Flugzeug schwer beschädigt.[213]

- 15. Januar – Ein Airbus A319 der libyschen Afriqiyah Airways (5A-ONC) wurde bei Kampfhandlungen auf dem Mitiga International Airport bei Tripolis durch Artilleriegeschosse im oberen Rumpfbereich derart beschädigt, dass ein Totalschaden entstand. Personen kamen nicht zu Schaden.[214]

- 18. Januar – An einer Convair CV-580 der mexikanischen Air Tribe (XA-TRB) wurde auf dem Flughafen Brownsville (Texas, USA) nach einer Überholung bei einem Probelauf der Triebwerke durch das Wartungspersonal versehentlich das Fahrwerk eingefahren. Das Flugzeug wurde irreparabel beschädigt. Über Personenschäden ist nichts bekannt.[215]

- (A) 11. Februar – Eine Passagiermaschine des Typs Antonow An-148 der russischen Saratov Airlines (RA-61704) stürzte sechs Minuten nach dem Start vom Moskauer Flughafen Domodedowo bei starkem Schneefall 70 km südöstlich von Moskau im Dorf Argunowo, im Bezirk Ramenski ab. Die sieben oder acht Jahre alte Antonow war unterwegs in die Stadt Orsk nahe der Grenze zu Kasachstan. Alle 71 Menschen an Bord (65 Passagiere und 6 Besatzungsmitglieder) wurden getötet.[216] Ursache war das unterlassene Einschalten der Heizungen der Höhen- und Geschwindigkeitssensoren, woraufhin diese vereisten und es im Cockpit zu falschen Anzeigen kam (siehe auch Saratov-Airlines-Flug 703).[217][218]

- (A) 18. Februar – Eine ATR 72-200 der Iran Aseman Airlines (EP-ATS) kollidierte auf dem Flug von Teheran-Mehrabad nach Yasudsch im Südwestiran etwa eine Stunde und 27 Minuten nach dem Start mit einem Berg. Die Piloten hatten den Sinkflug unter die freigegebene Höhe von 17.000 Fuß und die Mindestsicherheitshöhe von 15.500 Fuß fortgesetzt, bis sie in einer Höhe von 13.120 Fuß in den Berg Dena flogen.[219] Alle 66 Insassen (60 Passagiere und 6 Besatzungsmitglieder) wurden getötet (siehe auch Iran-Aseman-Airlines-Flug 3704).[220][221]

- 28. Februar – An einem Airbus A320-214 der estnischen SmartLynx Airlines Estonia (ES-SAN) kam es zu einem Ausfall beider Triebwerke sowie einem weitgehenden Ausfall der Flugsteuerung auf einem Trainingsflug am Flughafen Tallinn (Estland). Bei einem Touch-and-Go reagierte das Flugzeug nicht mehr auf Steuerbefehle, hob aber dennoch zunächst ab, um dann 200 Meter vor deren Ende hart auf der Landebahn aufzuschlagen. Dabei wurden beide Triebwerke schwer beschädigt; die Maschine stieg wieder steil nach oben und ließ sich nach vollständigem Ausfall der Längsneigungsregelung aller Flugsteuerungscomputer (SEC und ELAC) nur noch mittels der Trimmung der Höhenflosse steuern. Das Triebwerk 2 (rechts) begann zu brennen. Das Flugzeug stieg unkontrollierbar auf eine Höhe von 480 Metern (1590 Fuß) und ging dann in einen Sturzflug über, der erst in 180 Metern (596 Fuß) Höhe mittels der Trimmung abgefangen werden konnte. Nach Erreichen einer Höhe von 400 Metern (1300 Fuß) fiel das rechte Triebwerk komplett aus, 20 Sekunden später auch das linke, gefolgt von der normalen Stromversorgung. Es gelang den Piloten dennoch, eine Bruchlandung im Schnee links von der Landebahn durchzuführen. Alle sieben Besatzungsmitglieder, die einzigen Insassen, überlebten. Das Flugzeug wurde irreparabel beschädigt. Als Hauptursachen wurden eine „Schwachstelle“ in einem Teil der Flugsteuerungsprogrammierung sowie ein weiterer schwerer Fehler in der Logik der SECs (Spoiler Elevator Computer) ermittelt.[222][223]

- (A) 12. März – Eine Passagiermaschine des Typs De Havilland DHC-8-400 der US-Bangla Airlines aus Bangladesch (S2-AGU) kam bei der Landung auf dem Flughafen Kathmandu in Nepal von der Landebahn ab, stürzte auf ein Fußballfeld und fing dann Feuer. Es wurden 51 Menschen getötet und 20 weitere verletzt (siehe auch US-Bangla-Airlines-Flug 211).[224]

- (A) 11. April – Eine Iljuschin Il-76 der algerischen Luftstreitkräfte (7T-WIB oder -WIP) stürzte kurz nach dem Start auf dem Flughafen Boufarik auf ein Feld und brannte aus. Es kamen mindestens 257 Personen ums Leben (siehe auch Flugzeugabsturz bei Boufarik).

- 17. April – Ein Triebwerk einer Boeing 737-700 der US-amerikanischen Fluggesellschaft Southwest Airlines (N772SW) explodierte im Flug. Trümmer zerstörten ein Fenster und töteten eine Frau an Bord der Maschine.[225]

- (A) 18. Mai – Eine von der mexikanischen Global Air geliehene Boeing 737-200 Advanced (XA-UHZ) mit 113 Insassen stürzte kurz nach dem Start in Havanna auf ein Feld und fing Feuer. Nur eine Passagierin überlebte schwer verletzt, alle anderen 112 Menschen an Bord kamen ums Leben (siehe auch Cubana-Flug 972).

- 10. Juli – Eine Convair CV-340 der südafrikanischen Rovos Air (ZS-BRV) stürzte nach dem Start vom Flughafen Pretoria Wonderboom (Südafrika) bei einem Testflug 6 km vom Flughafen entfernt nach Problemen mit dem linken Triebwerk ab. An Bord waren 20 Flugzeuginsassen, davon 3 Crewmitglieder. Ein Besatzungsmitglied wurde getötet, vier Personen schwer verletzt; das Flugzeug wurde zerstört. Die Maschine war in den historischen Farben der Martin’s Air Charter lackiert worden und sollte zum Flugzeugmuseum Aviodrome in Lelystad, Niederlande, überführt werden.[226]

- 31. Juli – Eine Embraer 190 der Aeroméxico Connect mit dem Kennzeichen XA-GAL stürzte kurz nach dem Start vom Flughafen Durango (Mexiko) ab. Dabei wurden 85 der 103 Insassen verletzt (siehe Aeroméxico-Connect-Flug 2431).[227][228]

- (A) 4. August – Eine Ju 52/3m g4e der schweizerischen Ju-Air (HB-HOT) verunglückte am Piz Segnas (Schweiz) in einer Höhe von etwa 2540 Meter (8330 Fuß). Die Maschine wurde zerstört, alle 20 Insassen kamen ums Leben (siehe auch Absturz der Junkers Ju 52 HB-HOT).[229]

- (A) 10. August – Am Flughafen Seattle-Tacoma kaperte ein Bodenmitarbeiter eine leere Passagiermaschine De Havilland DHC-8-400 der US-amerikanischen Alaska-Airlines-Tochter Horizon Air (N449QX) und stürzte damit auf eine unbewohnte Insel im Puget Sound (siehe auch Entwendung und Absturz einer De Havilland DHC-8-400 der Horizon Air).[230]

- 16. August – Eine Boeing 737-85C der chinesischen Xiamen Airlines (B-5498) verunglückte bei der Landung auf dem Flughafen Manila/Ninoy Aquino (Philippinen). Nachdem der erste Landeanflug abgebrochen worden war, rutschte die Maschine beim zweiten Landeversuch von der Landebahn. Alle 165 Insassen blieben unversehrt. Das Flugzeug wurde irreparabel beschädigt.[231]

- 1. September – Eine Boeing 737-8AS der russischen UTair (VQ-BJI) schoss bei der Landung auf dem Flughafen Sotschi über das Landebahnende hinaus. Das linke Triebwerk fing Feuer und das Flugzeug wurde dabei zerstört. Alle Insassen überlebten, wobei 18 verletzt wurden. Ein Bodenmitarbeiter kam, während die Rettungsarbeiten liefen, aufgrund eines Herzinfarktes ums Leben.[232]

- (A) 28. September – Eine Boeing 737-800 der Air Niugini aus Papua-Neuguinea mit dem Luftfahrzeugkennzeichen P2-PXE verfehlte am Flughafen Chuuk (Mikronesien) die Landebahn und landete in einer Lagune. Ein Passagier kam ums Leben, die übrigen 46 Menschen an Bord konnten gerettet werden (siehe auch Air-Niugini-Flug 73).[233]

- (A) 29. Oktober – Eine Boeing 737 Max 8 der indonesischen Billigfluggesellschaft Lion Air (PK-LQP) mit 189 Personen an Bord stürzte dreizehn Minuten nach dem Start vom Flughafen Soekarno-Hatta in Jakarta ab. Es handelte sich um den ersten Totalverlust einer Boeing 737 der MAX-Familie. Bereits im folgenden März stürzte eine Boeing 737 MAX der Ethiopian Airlines aufgrund derselben Konstruktionsmängel ab, es kam zu 157 Toten (siehe auch Lion-Air-Flug 610).[234][235]

- 7. November – Eine Boeing 747-400F der US-amerikanischen Sky Lease Cargo (N908AR) auf dem Flug von Chicago überrollte bei der Landung auf dem Flughafen Halifax (Nova Scotia) das Ende der 2347 Meter langen Landebahn 14 um 210 Meter. Die Landung erfolgte bei leichtem Regen und einer Rückenwindkomponente von 8 Knoten. Die vierköpfige Besatzung des Frachters wurde nur leicht verletzt, die Maschine jedoch irreparabel beschädigt.[236][237]

- 24. November – Eine ATR 72-212A der Pakistan International Airlines (AP-BKW) wurde auf dem Flughafen Karachi (Pakistan) durch einen Mechaniker irreparabel ramponiert. In einem Triebwerksprüfstand wurde zunächst maximaler Umkehrschub gegeben, woraufhin sich das Flugzeug 3 Meter nach hinten bewegte. Durch falsche Betätigung der Triebwerkshebel begann es dann, sich nach vorne zu bewegen. Da die Bremsen vorher nicht entlüftet worden und daher wirkungslos waren und die Bremsklötze kleiner als vorgeschrieben waren, rollte die Maschine immer weiter. Zunächst rammte die linke Tragflächenspitze die Frontscheibe einer geparkten Boeing 737 der Shaheen Air International. Beim Weiterrollen schlug sie in den Radom (Antennenkuppel) im Bug einer weiteren geparkten Boeing 737 ein. Dann bohrte sich der rotierende linke Propeller in den Rumpf eines weiteren geparkten Flugzeugs hinein und das Flugzeug kam schließlich nach etwa 140 Metern zum Stillstand. Personen kamen nicht zu Schaden. Im Untersuchungsbericht wurden auch die mangelhaften Verfahren, fehlende Aufsichten und nicht vorhandene Qualifikation des Wartungspersonals kritisiert.[238]

- 20. Dezember – Eine Antonow AN-26 der kongolesischen Gomair (9S-AGB) mit 7 (nach anderen Berichten 8) Besatzungsmitgliedern an Bord, die im Auftrag der Central Electoral National Independent Commission (CENI) unterwegs war, verunglückte aus bisher unbekannter Ursache kurz vor dem Anflug auf die Landebahn 06 am Flughafen Ndjili (DR Kongo), wobei alle Personen an Bord ums Leben kamen. Seitens der Behörden wurde keine Suchaktion gestartet, dennoch wurde die Maschine etwa 24 Stunden später von Einheimischen gefunden, welche den Tod der Besatzung bestätigten.[239]

### 2019
- (A) 14. Januar – Eine Boeing 707-3J9C der iranischen Saha Air (Luftfahrzeugkennzeichen EP-CPP) wurde auf einem Frachtflug von Bischkek durch eine Verwechslung statt in Karadsch auf dem 10 Kilometer entfernten Flugfeld Fath gelandet, dessen Landebahn mit ca. 1130 Meter nutzbarer Länge für die Maschine zu kurz war. Das Flugzeug überrollte das Landebahnende, durchbrach den Flughafenzaun und ging in einer Reihe Häuser in Flammen auf. Von den 16 Personen an Bord kamen 15 bei dem Unfall ums Leben. Die Landebahnen der beiden Flughäfen sind beinahe gleich orientiert und liegen fast auf einer Linie; diejenige in Fat’h ist aber über 2 km kürzer und damit für den Flugzeugtyp nicht lang genug. Das Flugzeug war von Saha Air für die iranische Luftwaffe betrieben worden (siehe auch Flugunfall einer Boeing 707 der Saha Air 2019).[240][241]

- 8. Februar – Eine Convair CV-340/C-131B der US-amerikanischen Conquest Air Cargo (N145GT) auf einem Frachtflug vom Flughafen Nassau (Bahamas) zum Flugplatz Opa-Locka (nördlich von Miami gelegen) zerbrach beim Versuch einer Notwasserung nach kontinuierlichem Höhenverlust. Die Drehzahlregelung des linken Triebwerks war schon beim Hinflug zeitweise ausgefallen. Auf dem Rückflug geschah dies erneut; im Sinkflug kam es im rechten Motor zu Fehlzündungen und Pumpen, woraufhin dieser abgestellt wurde. Kurz danach kam es auch im linken Motor zu Fehlzündungen, Pumpen und Leistungsverlust. Die Höhe konnte nicht mehr gehalten werden, und die Maschine schlug etwa 20 Kilometer östlich des Stadtteils Bay Harbor Islands von Miami (Florida) im Meer auf. Der Erste Offizier wurde lebend geborgen, der Kapitän wird seither vermisst.[242][243]

- (A) 23. Februar – Eine Boeing 767-300ER(BCF) (N1217A) der US-amerikanischen Atlas Air, die im Auftrag von Amazon Prime Air von Miami nach Houston flog, zerschellte nach steilem Sinkflug unweit der texanischen Stadt Anahuac beim Aufprall auf die Wasseroberfläche der Trinity Bay. Die gesamte dreiköpfige Besatzung kam ums Leben (siehe auch Atlas-Air-Flug 3591).[244][245][246]

- 9. März – Eine Douglas DC-3 der kolumbianischen LASER Aéro Colombia (HK-2494) stürzte um 10:40 Ortszeit unter unbekannten Umständen auf eine ländliche Schotterstraße beim Flughafen Villavicencio ab. Der Rumpf vor den Tragflächen wurde durch den Brand nach dem Aufprall vollständig zerstört. Alle 14 Insassen kamen ums Leben.[247]

- (A) 10. März – Eine Boeing 737 MAX 8 der Ethiopian Airlines (ET-AVJ) stürzte kurz nach dem Start von Addis Abeba auf dem Weg nach Nairobi ab. Alle 157 Insassen kamen ums Leben. Es war bereits der zweite Absturz einer Boeing 737 MAX innerhalb von 5 Monaten aufgrund derselben Konstruktionsmängel (siehe auch Ethiopian-Airlines-Flug 302).[248][249]

- 14. April – Eine Let L-410 der nepalesischen Summit Air (9N-AMH) startete am Tenzing-Hillary Airport von Lukla Richtung Ramechhap. Beim Startlauf auf der abfallenden Piste scherte die Maschine aus und krachte in zwei geparkte Helikopter. Bei dem Unfall starben der Kopilot der Let und zwei Personen am Boden. Die Maschine wurde zum Totalschaden.[250][251]

- (A) 3. Mai – Eine Boeing 737-800 der US-amerikanischen Miami Air International (N732MA) mit 7 Besatzungsmitgliedern und 136 Passagieren an Bord schoss auf dem Flug GL 293 vom Leeward Point Field in Guantánamo Bay, Kuba nach Jacksonville, Florida über die Landebahn der Jacksonville Naval Air Station (IATA: NIP, ICAO: KNIP) hinaus und stürzte in einen Fluss. Das Flugzeug wurde stark beschädigt, 21 Insassen erlitten Verletzungen (siehe auch Miami-Air-Flug 293).[252][253]

- (A) 5. Mai – Eine Suchoi Superjet 100-95B der russischen Aeroflot (RA-89098) musste kurz nach dem Start am Flughafen Moskau-Scheremetjewo wegen eines Blitzschlages wieder zum Flughafen zurückkehren. Der erste Anflug wurde abgebrochen. Laut Untersuchungsbericht waren die Steuereingaben des Kapitäns abrupt und massiv. Der zweite Anflug endete in einer Bruchlandung. Auch hierbei waren die Steuereingaben am sidestick sehr stark, so dass die Längsneigung sehr stark schwankte und schließlich auf allen drei Fahrwerken gleichzeitig aufgesetzt wurde. Das Flugzeug sprang wieder hoch, da die Störklappen weder automatisch noch manuell ausgefahren wurden, der Versuch des Kapitäns, die Schubumkehr zu aktivieren, scheiterte logischerweise, da das Flugzeug nicht am Boden war. Durch eine harte Steuereingabe wurde die Maschine mit dem Bugrad zuerst aufgesetzt; sie sprang ein zweites Mal wieder hoch. Der dritte Aufschlag war derart hart, dass es zu Strukturschäden einschließlich eines Bersten von Treibstofftanks kam. Daraufhin ging das Flugzeug in Flammen auf. Im Jahr 2023 wurde der Kapitän zu sechs Jahren Haft verurteilt.[254] Von den 78 Insassen überlebten 37, 41 kamen ums Leben (siehe auch Aeroflot-Flug 1492).[255][256]

- (A) 8. Mai – Eine De Havilland DHC-8 der Biman Bangladesh Airlines (S2-AGQ) verunglückte bei der Landung in Rangun in Myanmar. Alle 33 Insassen überlebten den Unfall leicht verletzt, bei dem das Flugzeug in drei Teile zerbrach (siehe auch Biman-Bangladesh-Airlines-Flug 60).[257][258]

- 27. Juni – Mit einer Antonow An-24 der russischen Angara Airlines (RA-47366) wurde in Nischneangarsk in der russischen autonomen Republik Burjatien nach einem Triebwerksausfall eine Notlandung durchgeführt. Dabei kam die Maschine von der Piste ab und kollidierte mit den Gebäuden einer Wasseraufbereitungsanlage. Von den 47 Personen an Bord[259] überlebten zwei den Unfall nicht, der Kommandant und der Flugingenieur.[260][261]

- 20. Juli – Eine ATR 42-500 der Pakistan International Airlines (AP-BHP) geriet bei der Landung auf dem Flughafen Gilgit (Pakistan) von der Landebahn ab. Das rechte Hauptfahrwerk versank im weichen Boden, der rechte Propeller wurde schwer beschädigt. Alle Insassen überlebten den Unfall. Das Flugzeug wurde irreparabel beschädigt.[262]

- (A) 15. August – Ein Airbus A321 der russischen Ural Airlines (VQ-BOZ) kollidierte kurz nach dem Start vom Flughafen Moskau-Schukowski mit einem Vogelschwarm, wodurch beide Triebwerke ausfielen. Die Piloten landeten das Flugzeug in einem Maisfeld. Alle Passagiere überlebten den Unfall. Das Flugzeug wurde zum Totalschaden (siehe auch Ural-Airlines-Flug 178).[263][264]

- 11. September – Eine auf einen privaten US-amerikanischen Betreiber zugelassene Convair CV-440 (N24DR) verunglückte beim Anflug auf den Flughafen Toledo Express in Ohio (USA). Die Frachtmaschine stürzte im Landeanflug 1 Kilometer vor der Landebahn ab. Die beiden an Bord befindlichen Personen kamen ums Leben.[265]

- 11. Oktober – Eine Fokker 50 der kenianischen Silverstone Air Services (5Y-IZO) überrollte beim Start auf dem Flughafen Nairobi-Wilson (Kenia) das Startbahnende um 300 Meter und kam in morastigem Gelände zwischen einigen Bäumen zum Stillstand. Alle 55 Insassen, 5 Besatzungsmitglieder und 50 Passagiere, überlebten den Unfall; 2 Passagiere wurden leicht verletzt. Das Flugzeug wurde irreparabel beschädigt.[266]

- (A) 17. Oktober – Eine Saab 2000 der US-amerikanischen PenAir (N686PA) mit 39 Passagieren und drei Besatzungsmitgliedern an Bord schoss bei der Landung auf dem Flughafen Unalaska (Alaska) über die Landebahn hinaus und kam erst unmittelbar vor dem Ufer der Beringsee zum Liegen. Im Verlauf der Rutschphase brach mindestens ein Propellerblatt des linken Motors ab und durchschlug die Kabine. Dabei wurde ein Passagier schwer verletzt und einer getötet. Zehn weitere Passagiere wurden leicht verletzt und ins Krankenhaus nach Dutch Harbor gebracht. Der Schwerverletzte wurde nach Anchorage ausgeflogen, wo die Maschine her kam. Die Maschine landete bei leichtem Regen auf der nassen Bahn mit bis zu 27 Knoten Rückenwind (siehe auch PenAir-Flug 3296).[267][268]

- 18. Oktober – Eine Douglas DC-3C der US-amerikanischen Fluggesellschaft Atlantic Air Cargo (N437GB) landete auf dem Weg vom Flughafen Opa-locka (Florida) beim Landeanflug auf den Flughafen Nassau (Bahamas) 4 Kilometer davor im Wasser und versank. Die beiden Piloten des Frachtfluges überlebten das Missgeschick mit dem 65 Jahre alten Flugzeug.[269]

- 24. November – Eine Dornier 228-200 der kongolesischen Fluggesellschaft Busy Bee Congo (9S-GNH) verunglückte kurz nach dem Start vom Flughafen Goma, Demokratische Republik Kongo. Das Flugzeug stürzte südlich des Flughafens auf Gebäude im Stadtteil Birere und ging in Flammen auf.[270][271] Bei dem Unfall kamen 26 Menschen ums Leben: 17 Passagiere, die 2 Piloten sowie 7 Personen am Boden.[272][273]

- (A) 27. Dezember – Eine Fokker 100 der kasachischen Bek Air (UP-F1007) verunglückte beim Start vom Flughafen Almaty. Die Maschine sackte kurz nach dem Abheben wieder nach unten durch und durchbrach eine Betonmauer hinter der Startbahn, ehe sie mit einem Gebäude kollidierte. Von den 95 Passagieren und fünf Besatzungsmitgliedern verstarben zwölf (siehe auch Bek-Air-Flug 2100).[274][275]